# اردن
اُردُن (به عربی: الأردن) با نام رسمی پادشاهی اردن هاشمی (به عربی: اَلمَمْلَکَة اَلأُرْدُنِیَّة اَلهَاشِمِیَّة) از پادشاهی‌های عرب در خاورمیانه و غرب آسیا است که در شرق رود اردن قرار دارد. پایتخت و بزرگ‌ترین شهر اردن شهر اَمّان است. اردن از شمال با سوریه از جنوب با عربستان سعودی و از سوی شرق با عراق و از غرب با فلسطین و اسرائیل همسایه است. جمعیت این کشور حدود ۱۰٫۲ میلیون نفر است و ۹۸ درصد مردم آن عرب هستند. نوع حکومت اردن پادشاهی مشروطه و پادشاه کنونی آن ملک عبدالله دوم است. واحد پول اردن دینار اردن است.
مردمان نَبَطی از هزاره‌های یکم و دوم پیش از میلاد در این منطقه زندگی می‌کردند. کشور کنونی اردن در سال ۱۹۲۱ تأسیس شد، در سال ۱۹۲۲ به‌عنوان یک تحت‌الحمایهٔ بریتانیا به رسمیت شناخته شد و در سال ۱۹۴۶ به استقلال رسید. اردن کشوری نیمه‌خشک است که ۸۹٬۳۴۲ کیلومتر مربع (۳۴٬۴۹۵ مایل مربع) مساحت دارد. نیمی از اردن را بیابان عربی پوشانده ولی بخش باختری کشور در هلال حاصلخیز واقع شده و دارای زمین‌های قابل کشت و همچنین جنگل است.
حدود ۹۵ درصد از جمعیت این کشور، مسلمان سنی و اقلیتی مسیحی هستند. اردن کشوری باثبات در منطقهٔ متلاطم خاورمیانه است و از عمدهٔ خشونت‌ها که پس از بهار عربی در سال ۲۰۱۰ منطقه را فرا گرفت آسیبی ندیده است. از اوایل سال ۱۹۴۸، اردن پناهندگانی را از چندین کشور همسایه در جنگ پذیرفته است. بر پایهٔ برآوردها بیش از دو میلیون فلسطینی و ۱٫۴ میلیون پناهندهٔ سوری در اردن حضور دارند. این پادشاهی همچنین پناهگاه هزاران عراقی مسیحی است که از آزار و شکنجهٔ داعش گریخته‌اند. در حالی‌که اردن همچنان به پذیرش پناهندگان ادامه می‌دهد، هجوم گستردهٔ اخیر از سوریه، فشار قابل‌توجهی بر منابع و زیرساخت‌های ملی اردن وارد کرده است.
اردن از شاخص توسعهٔ انسانی بالایی برخوردار است و در میان کشورهای جهان در رتبهٔ ۱۰۲ قرار دارد و یک اقتصاد با درآمد متوسط بالا محسوب می‌شود. اقتصاد اردن، یکی از کوچک‌ترین اقتصادهای منطقه، برای سرمایه‌گذاران خارجی است. این کشور یک مقصد گردشگری مهم است و به‌دلیل داشتن بخش بهداشت و درمانِ توسعه‌یافته، مقصدی مورد توجه برای گردشگری پزشکی در منطقه است. با این وجود، کمبود منابع طبیعی، جریان زیاد پناهندگان و ناآرامی‌های منطقه‌ای رشد اقتصادی اردن را با مشکل مواجه کرده است.

## نام
اردن هم نام کشور است و هم نام رود. (رود اردن) واژهٔ اردن به معنای پالاینده و پالایه و همچنین نام گونه‌ای ابریشم است. با وجود این ابهام معنی، از دیرباز واژهٔ اردن رایج بوده و گاه نیز به‌صورت کنعان به‌کار رفته است. روزگاری بدان مملکت موآب، مملکت پادشاهی ادوم و مملکت پادشاهی جلعاد نیز می‌گفته‌اند. در دوره‌های جنگ‌های صلیبی بدان نام ولایت‌های مونترال، کرک و مملکت لاتینی اورشلیم داده شده است.

## تاریخ

پادشاهی نبطی

اردن امروزی از دورهٔ پارینه‌سنگی محل سکونت انسان بوده است. سه پادشاهی پایدار در پایان عصر برنز در آن‌جا پدید آمدند: عمون، موآب و ادوم فرمانروایان بعدی اردن شامل امپراتوری آشوری، امپراتوری بابل، پادشاهی نبطی، امپراتوری ایران، امپراتوری روم، خلافت راشدین، خلفای اموی و عباسی و امپراتوری عثمانی است. پس از انقلاب بزرگ عربی علیه عثمانی‌ها در سال ۱۹۱۶ در طول جنگ جهانی اول، امپراتوری عثمانی توسط بریتانیا و فرانسه تقسیم و تجزیه شد. امارت فرااردن در سال ۱۹۲۱ توسط دودمان هاشمی و امیر آن زمان عبدالله یکم تأسیس شد و این امارت تحت الحمایهٔ بریتانیا شد. در سال ۱۹۴۶، اردن به یک کشور مستقل تبدیل شد که رسماً با عنوان پادشاهی هاشمی فرااُردن شناخته می‌شود، اما در سال ۱۹۴۹ پس از تصرف کرانهٔ باختری اردن در طول جنگ اعراب و اسرائیل در سال ۱۹۴۸ و الحاق آن، به پادشاهی هاشمی اردن تغییر نام داد. این منطقه در جنگ شش‌روزه به تصرف اسرائیل درآمد و اردن در سال ۱۹۸۸ از ادعای خود بر این سرزمین صرف‌نظر کرد و دومین کشور عربی شد که در سال ۱۹۹۴ با اسرائیل معاهدهٔ صلح امضا کرد.

## جغرافیا

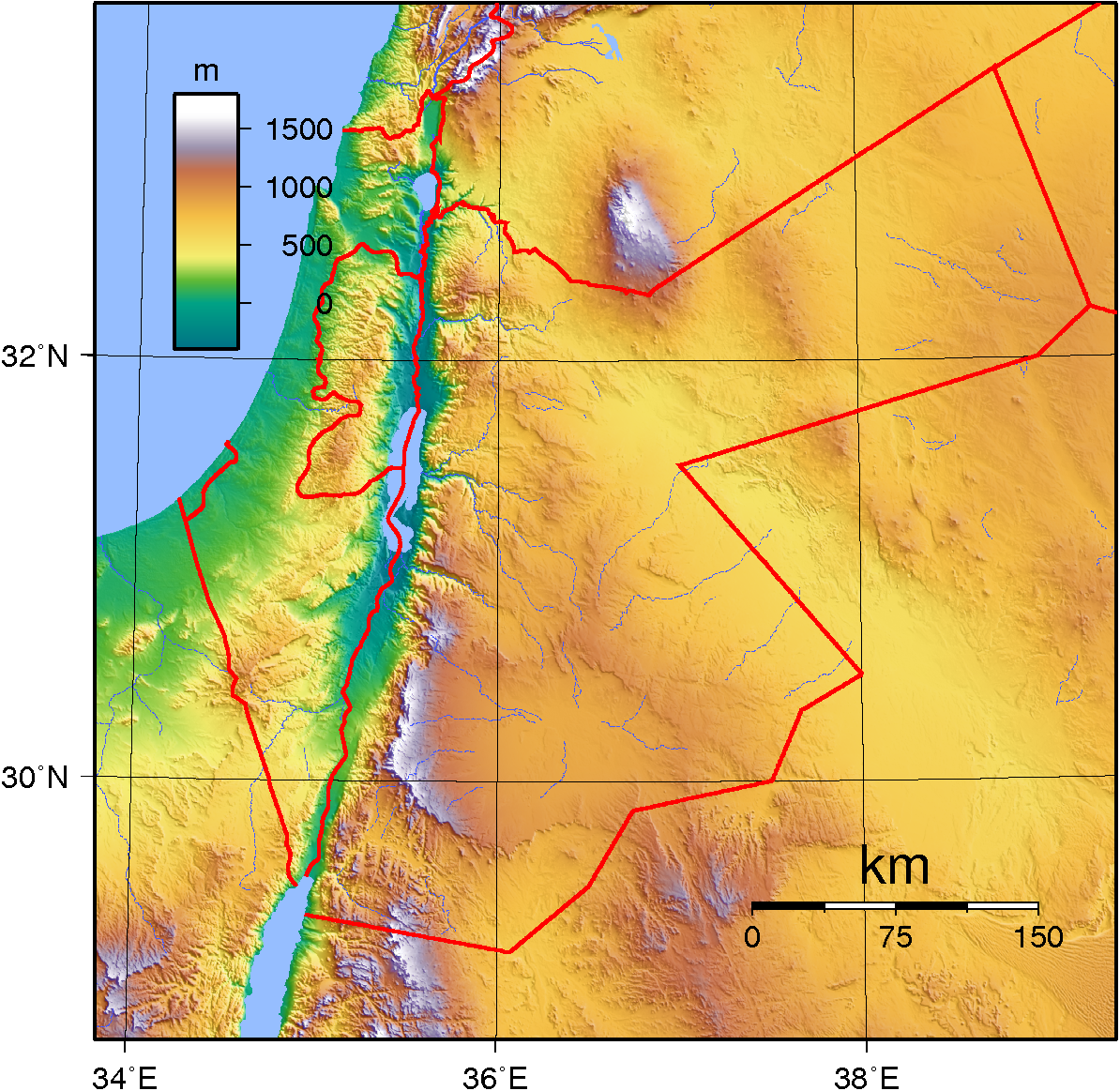
نقشه ناهمواری‌های اردنتصویر ماهواره‌ای از اردن

اردن کشوری است در خاورمیانه که از شمال با سوریه، از شمال خاوری با عراق، و از خاور و جنوب با عربستان سعودی و از باختر با اسرائیل و کرانه باختری رود اردن همسایه است، که مجموع خطوط مرزی اردن با این کشورها به ۱۶۱۹ کیلومتر می‌رسد. اردن از جنوب به خلیج عقبه مماس است و از آن رو حدود ۲۶ کیلومتر نیز مرز آبی دارد؛ و این در میان کشورهای عربی کمترین مرز آبی به‌شمار می‌رود.
مساحت اردن به‌طور عمده از صحراهای خشک و بایر تشکیل شده است. اما در بخش‌های باختری ارتفاعاتی نیز وجود دارد. در نوار مرز باختری اردن، رود اردن جاری است که این کشور را از اسرائیل جدا می‌کند. بلندترین نقطه اردن، قله جبل رم (۱۷۳۴ متر) است و پست‌ترین نقطه آن دریای مرده است. سرزمین اردن کنونی را بخشی از گهواره تمدن بشریت دانسته‌اند.
شهرهای عمده اردن امان (پایتخت) در شمال باختری و شهرهای اربد و زرقاء در شمال هستند.
از آن‌جا که بخش بزرگی از اردن صحرا است اقلیم آن نیز خشک و بیابانی است. این در حالی است که نواحی باختری کشور در طول سال، (از نوامبر تا آوریل) شاهد بارش نسبی است.
در قسمت خاوری مرز اردن و عربستان زیگزاگ عجیبی دیده می‌شود. با توجه به این که این زیگزاگ دلیل روشنی ندارد داستانی در مورد آن ساخته شده که بر اساس آن وینستون چرچیل وزیر مستعمرات وقت بریتانیا که مسئول ترسیم مرزهای فرااردن در سال ۱۹۲۱ بوده بر اثر سکسکه دچار لرزش دست شده و مرز را به این صورت کشیده و بعد هم اجازه تغییر آن را نداده است. اما با نگاه دقیق‌تر مشخص می‌شود که چرچیل با دقت این زیگزاگ را طراحی کرده و بخشی از صحرا که از ازرق به سوی مرز عراق کشیده می‌شود را در خاک فرااردن قرار داده تا هم راه ارتباطی مهمی بین دمشق و شبه‌جزیره عربستان در خاک اردن قرار گیرد و هم با توجه به استقرار فرانسوی‌ها در سوریه یک خط هوایی مستقیم و امن از مدیترانه تا هند برای انگلیس فراهم شود.

### تقسیمات کشوری

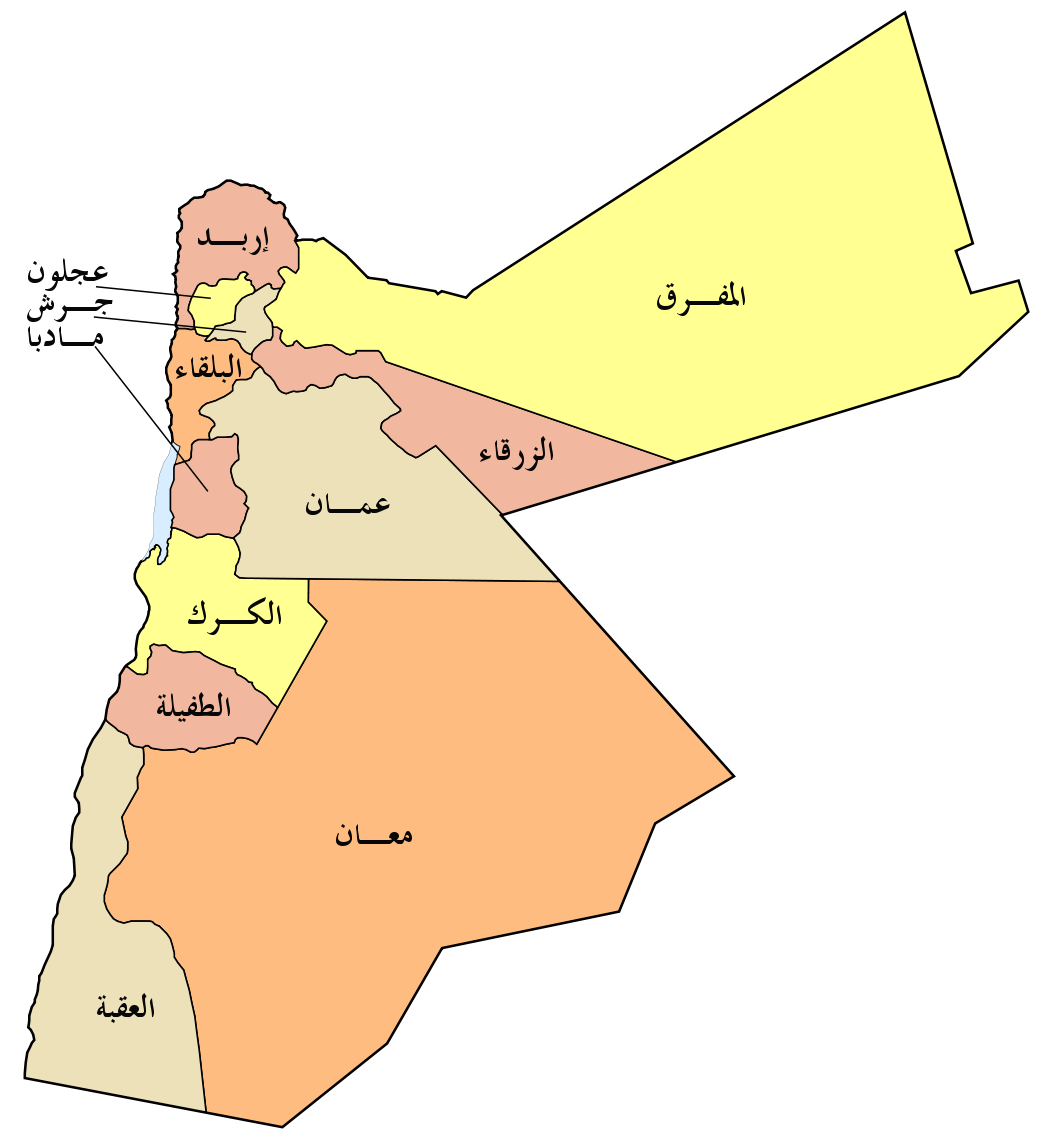
تقسیمات کشوری اردن

اردن از دید اداری و اجرایی، به ۱۲ استان تقسیم می‌شود.
کشور اردن به دوازده استان (به عربی: محافظة) تقسیم می‌شود:
هر یک از استان‌های دوازده‌گانه تحت هدایت و رهبری استانداری است که توسط پادشاه منصوب می‌شود. همچنین برای هر یک از استان‌ها و پروژه‌های توسعه و آبادانی در مناطق متبوع آن‌ها مقامات خاصی نیز در نظر گرفته می‌شوند. استان‌های اردن/ استان‌ها به حدود ۵۲ ناحیه تقسیم می‌شوند.
| استان | مرکز    | مساحت km2 | جمعیت (۲۰۱۸) |
| ----- | ------- | --------- | ------------ |
| اربد  | اربد    | ۱٬۶۲۱     | ۱٬۷۷۰٬۰۰۰    |
| بلقاء | السلط   | ۱٬۰۷۶     | ۴۹۱٬۰۰۰      |
| جرش   | جرش     | ۴۰۲       | ۲۳۷٬۰۰۰      |
| زرقاء | زرقاء   | ۴٬۰۸۰     | ۱٬۳۶۴٬۰۰۰    |
| عمان  | امان    | ۸٬۲۳۱     | ۴٬۰۰۷٬۰۰۰    |
| عجلون | عجلون   | ۴۲۰       | ۱۷۶٬۰۰۰      |
| عقبه  | عقبه    | ۶٬۵۸۳     | ۱۸۸٬۰۰۰      |
| طفیلة | الطفیله | ۲٬۱۱۴     | ۹۶٬۰۰۰       |
| کرک   | کرک     | ۳٬۲۱۷     | ۳۱۶٬۰۰۰      |
| مادبا | مادبا   | ۲٬۰۰۸     | ۱۸۹٬۰۰۰      |
| معان  | معان    | ۳۳٬۱۶۳    | ۱۴۴٬۰۰۰      |
| مفرق  | مفرق    | ۲۶٬۴۳۵    | ۵۴۹٬۰۰۰      |

## سیاست

### قانون اساسی
اردن یک کشور پادشاهی مشروطه است که قانون اساسی آن در ۸ ژانویه ۱۹۵۲ به تصویب رسیده است. قوه مجریه در اختیار پادشاه اردن و هیئت وزیران وی است. شاه کلیه قانون‌ها را امضاء و تصویب می‌کند. دوسوم از هر دو مجلس ملی اردن می‌توانند رای وتو پادشاه را لغو کنند. پادشاه می‌تواند با ارائه حکم کلیه قضات را نصب و خلع کند، اصلاحیه قانون اساسی را تصویب کند، اعلام جنگ نماید و به نیروهای مسلح فرمان بدهد. تصمیمات کابینه، احکام دادگاه‌ها و واحد پول ملی به نام وی صادر می‌شوند. هیئت وزیران به ریاست نخست‌وزیر، توسط شاه تعیین می‌شود، او همچنین می‌تواند بنا به درخواست نخست‌وزیر هر کدام از اعضای کابینه را اخراج کند. کابینه باید در مورد موضوعات مربوط به سیاست کلی، در برابر مجلس نمایندگان اردن پاسخگو باشد و این مرجع می‌تواند با رای «عدم اعتماد» دوسوم از اعضایش، کابینه را ناچار به استعفاء کند.
در قانون اساسی سه دسته دادگاه پیش‌بینی شده است دادگاه مدنی، مذهبی و ویژه. اردن از نظر اجرایی به دوازده حوزه فرمانداری تقسیم می‌شود که هر یک از این حوزه‌ها توسط یک فرماندار منصوب از طرف پادشاه اداره می‌شود. آنان در کلیه ادارات دولتی و طرح‌های توسعه مناطق تحت اختیار خود، قدرت انحصاری را دارند.
نیروهای مسلح سلطنتی و اداره کل اطلاعات اردن تحت کنترل پادشاه هستند.

### نظام حقوقی و قانون‌گذاری
نظام حقوقی اردن بر پایهٔ شرع اسلام و قوانین فرانسه است؛ بررسی قضایی اعمال قانون‌گذاری که در یک دیوان عالی ویژه صورت می‌گیرد احکام اجباری دیوان عدالت بین‌الملل را نپذیرفته است.
قوه مقننه، در اختیار مجلس ملی که از دو مجلس مقننه تشکیل شده قرار دارد. مجلس نمایندگان از ۱۱۰ عضو تشکیل شده که در رأی‌گیری همگانی و بر اساس سیستم انتخاباتی یک نفر یک رای برای یک دورهٔ ۴ساله انتخاب شده‌اند که پادشاه می‌تواند آن را منحل نماید. در این مجلس، ۹ کرسی به مسیحیان، ۶ کرسی به زنان و ۳ کرسی برای سرکیسی‌ها و چچنی‌ها در نظر گرفته شده است. مجلس ۴۰ نفری سنا برای یک دورهٔ ۸ساله توسط پادشاه منصوب می‌شود.

### پادشاه اردن

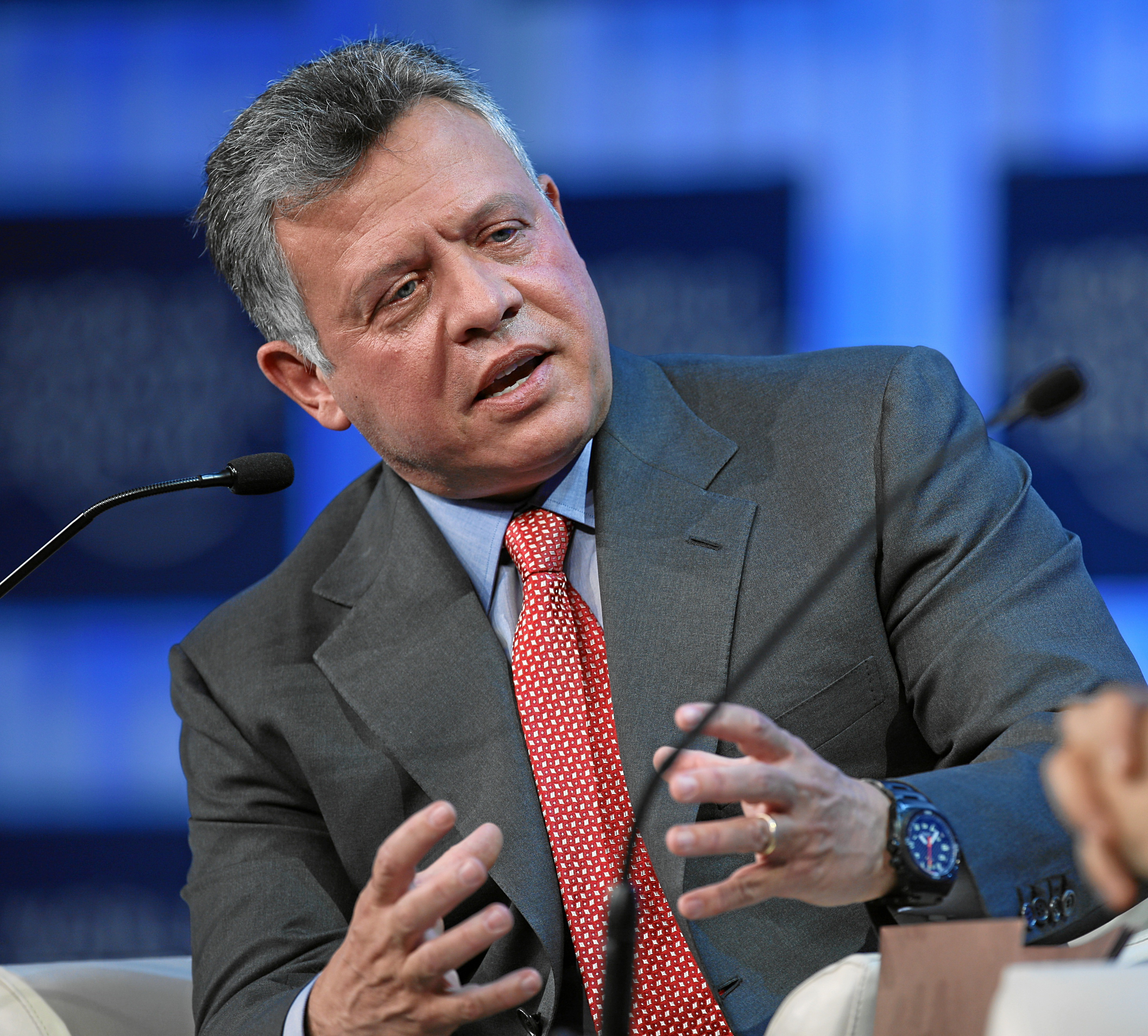
شاه عبدالله دوم، رئیس حکومت اردن

پس از استقلال اردن از بریتانیا، شاه عبدالله اول بر این کشور حکمرانی می‌کرد. پس از ترور شاه عبدالله اول در سال ۱۹۵۱ در اورشلیم پسرش طلال بن عبدالله برای دوره‌ای کوتاه پادشاه شد. بزرگ‌ترین موفقیت شاه طلال تصویب قانون اساسی اردن بود. وی در سال ۱۹۵۲ به‌دلیل بیماری اسکیزوفرنی از سلطنت برکنار شد. در آن زمان پسرش حسین برای پادشاه شدن بسیار جوان بود و بنابراین یک کمیتهٔ ویژه اردن را اداره می‌کرد.
پس از این‌که حسین به سن ۱۸ سالگی رسید از سال ۱۹۵۳ تا ۱۹۹۹ بر اردن حکومت کرد و در این مدت بر بسیاری از چالش‌های سلطنتش از جمله جلب وفاداری ارتش و تبدیل شدن به نماد وحدت و ثبات هم برای بادیه‌نشینان و هم برای جوامع فلسطینی اردن، فائق آمد. در سال ۱۹۹۱ شاه حسین به حکومت نظامی پایان داد و در سال ۱۹۹۲ به قانونی‌سازی تأسیس احزاب سیاسی اقدام کرد. در سالهای ۱۹۸۹ و ۱۹۹۳ انتخابات پارلمانی آزاد و منصفانه در اردن برگزار شد. ایجاد تغییرات بحث‌برانگیز در قانون انتخابات باعث شد اسلام‌گرایان انتخابات سال ۱۹۹۷ را تحریم کنند.
ملک عبدالله دوم پس از فوت پدرش در فوریه ۱۹۹۹ جانشین وی شد. عبدالله به سرعت به تأیید مجدد پیمان آشتی اردن-اسرائیل با اسرائیل و تقویت روابط اردن با ایالات متحده آمریکا پرداخت. عبدالله در اولین سال حکومتش ایجاد اصلاحات اقتصادی را در دستور کار خود قرار داد.
تداوم مشکلات ساختاری اقتصاد اردن، جمعیت روبه رشد و بازتر شدن فضای سیاسی، باعث شده است احزاب سیاسی گوناگونی در این کشور تشکیل شوند. پارلمان اردن که به سمت استقلال بیشتر پیش می‌رود، به بررسی فساد مالی چندین تن از مقام‌های حکومتی پرداخته و به کانونی تبدیل شده است که در آن دیدگاه‌های مختلف سیاسی از جمله دیدگاه‌های اسلام‌گرایان به صراحت بیان می‌شود. در عین حال که شاه عبدالله همچنان قدرت مطلقه را در اردن در اختیار دارد، پارلمان نیز در این کشور نقش مهمی ایفا می‌کند.

### تأثیر درگیری‌های خاورمیانه بر اردن

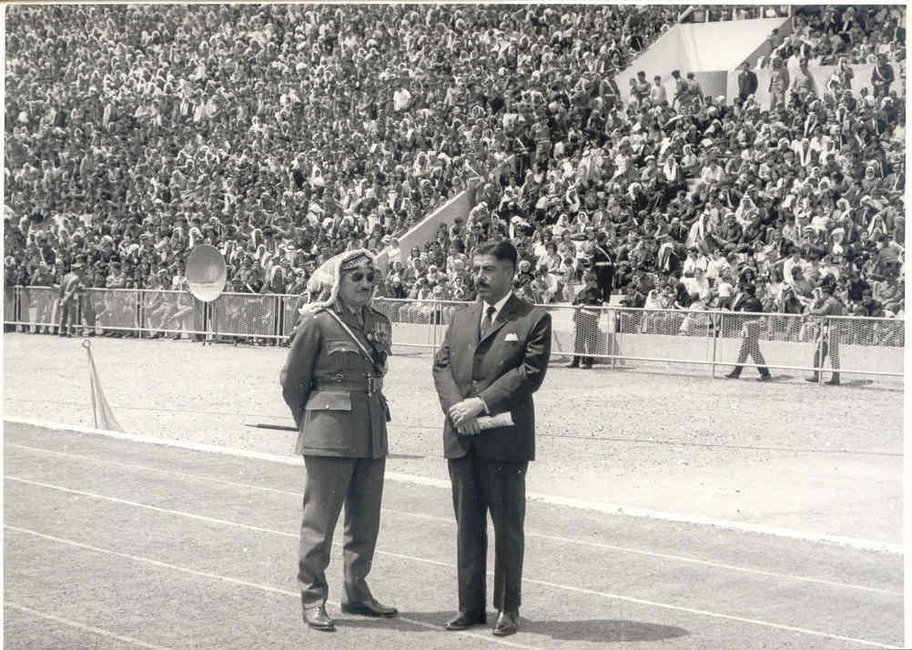
ملی گرایان اردن؛ مارشال حبیب المجالی و نخست‌وزیر سابق وی وصفی الطل در ورزشگاه بین‌المللی امان در سال ۱۹۶۷.

جنگ اعراب و اسرائیل که هنوز هم ادامه دارد، جنگ خلیج فارس و سایر درگیری‌های که در خاورمیانه رخ داده است، تأثیرات بسیار زیادی بر اقتصاد اردن داشته است. این حقیقت که اردن با کشورهای همسایه خود پیمان امضاء کرده، در کنار ثبات آن، باعث شده است تا اردن گزینش نخست برای بسیاری از فلسطینیان، مردم لبنان، مهاجران و پناهندگان خلیج فارس باشد. اگرچه این روند باعث فعالیت بیشتر اقتصاد اردن شده، اما در عین حال با کاهش فراوان مقدار منابعی که هر کس حق استفاده از آن را دارد، صدماتی نیز به اقتصاد آن وارد آورده است. اردن قانونی وضع کرده است که می‌گوید غیر از فلسطینی‌های یهودی دیگر فلسطینی‌ها می‌توانند به اردن کوچ کرده و شهروندی آن را به‌دست آورند. این قانون همیشه در مورد دادن اجازه ورود به فلسطینی‌ها اعمال نمی‌شود. همچنین خرید زمین در پادشاهی اردن توسط یهودیان عملی غیرقانونی محسوب می‌شود. خشونت همچنین باعث ظهور و به‌وجود آمدن افراطی‌گری در اردن شده است. به دنبال بمب‌گذاری‌های انتحاری که در شهر بندری امان رخ داد، ملک عبدالله در نوامبر ۲۰۰۵ خواستار مبارزه علیه افراط‌گرایی شد.

### روابط خارجی

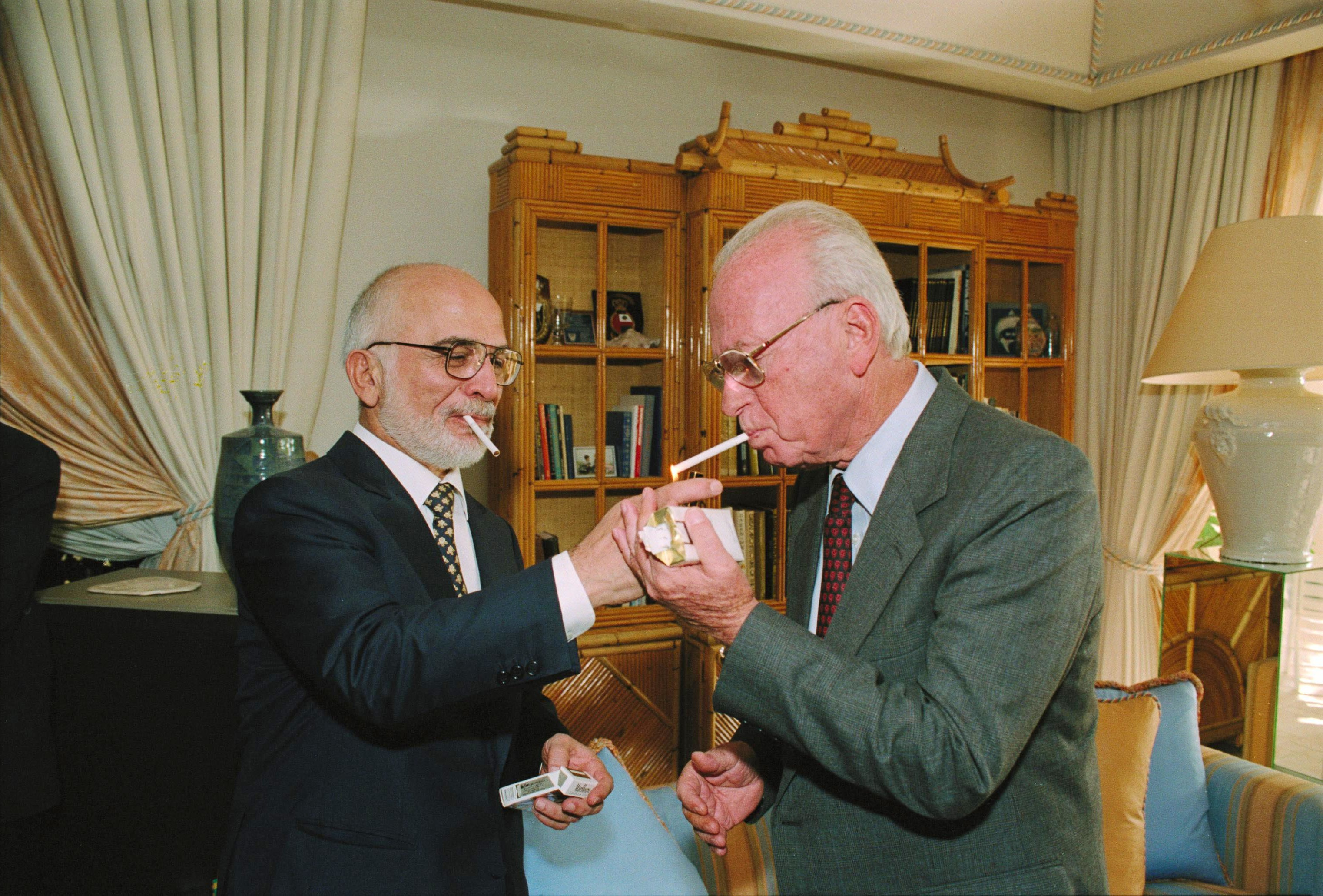
ملک حسین پادشاه اردن درحال روشن کردن سیگار اسحاق رابین نخست‌وزیر اسرائیل پس از پیمان صلح اسرائیل–اردن

اردن همواره سیاست خارجی هواداری از غرب را اتخاذ کرده و از دیرباز پیوند نزدیکی با آمریکا و بریتانیا داشته است. این روابط نزدیک در خلال جنگ اول خلیج فارس به سبب بی‌طرفی اردن و حفظ روابط آن با عراق به هم خورد. اردن به سبب اتخاذ سیاست خارجی عمل‌گرایانه و مبتنی بر اجتناب از درگیری و برخورد، شهرت یافته و در نتیجه روابط خارجی خوبی با کشورهای همسایه داشته است.

پس از جنگ خلیج فارس، اردن با همکاری در روند صلح خاورمیانه و اعمال تحریم‌های سازمان ملل علیه عراق، روابط خود را با کشورهای غربی از سر گرفت. پس از مرگ ملک حسین، روابط اردن با کشورهای عربی خلیج فارس به‌طور قابل توجهی افزایش یافت. به دنبال سرنگونی رژیم بعثی عراق، اردن نقش محوری و مهمی در پشتیبانی از برقراری مجدد امنیت در عراق ایفا کرد. دولت اردن یادداشت تفاهمی با دولت ائتلافی موقت در عراق با هدف تسهیل آموزش ۳۰۰۰۰ دانشجوی افسری پلیس عراق را با امکانات اردنی‌ها امضاء کرد. 

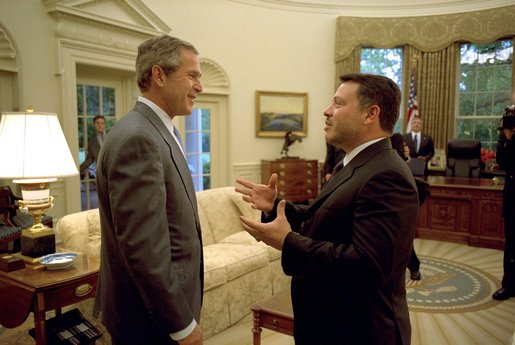
ملک عبدالله دوم پادشاه کنونی اردن و جرج دابلیو. بوش رئیس‌جمهور پیشین آمریکا

اردن در ۲۵ ژوئیهٔ ۱۹۹۴ موافقت‌نامهٔ عدم تجاوز با اسرائیل را در واشینگتن، دی.سی. (بیانیه واشینگتن) امضاء کرد. ملک حسین پادشاه اردن و اسحاق رابین در مورد این پیمان به مذاکره پرداختند. اردن و اسرائیل در ۲۶ اکتبر ۱۹۹۴ پیمان صلح اردن و اسرائیل را با حضور بیل کلینتون رئیس‌جمهور آمریکا و وارن کریستوفر وزیر امورخارجهٔ دولت او منعقد کردند. آمریکا در گفتگوهای توسعه و آبادانی سه جانبهٔ اردن و اسرائیل که اهم موضوعات آن استفادهٔ مشترک از آب و امنیت، مشارکت در بهبود دره نشستی اردن، پروژه‌های زیرساختی، بازرگانی، امور مالی و موضوعات مرتبط با بانکداری بوده، مشارکت کرده است. اردن همچنین در مذاکرات صلح چندجانبه مشارکت داشته است. اردن عضو سازمان ملل و بسیاری از آژانس‌های تخصصی و وابسته به آن، از جمله سازمان تجارت جهانی (WTO)، سازمان جهانی هواشناسی) IMO)، سازمان خواربار و کشاورزی ملل متحد (FAO)، آژانس بین‌المللی انرژی اتمی (IAEA) و سازمان جهانی بهداشت (WHO) است. همچنین اردن عضو بانک جهانی، صندوق بین‌المللی پول (IMF)، سازمان همکاری اسلامی (OIC)، جنبش عدم تعهد (NAM) و اتحادیهٔ کشورهای عرب است. از زمان شروع انتفاضه دوم اقصی در سپتامبر ۲۰۰۰، اردن در گردهمایی‌های زیادی سخت تلاش کرده است تا با هدف میانه‌روی و اعتدال ارتباط بین اسرائیل و فلسطین را پا بر جا نگه دارد و هر دو طرف را به گفتگوهای معوقه موضوعات مرتبط با وضعیت نهایی منطقه بازگرداند.
با وجود این، پس از وقوع انتفاضهٔ اقصی، اردن به همراه مصر سفرای خود را از اسرائیل خارج کردند. پس از نشست شرم‌الشیخ که در ۸ فوریهٔ ۲۰۰۵ در مصر برگزار شد، دو کشور برنامه‌هایی برای بازگرداندن سفرای خود به اسرائیل اعلام کردند.

## اقتصاد

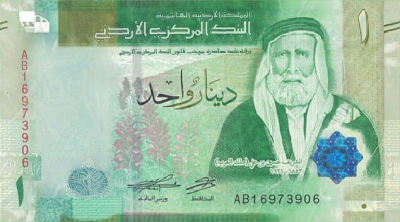
دینار اردن، چهارمین پول رایج باارزش در جهان

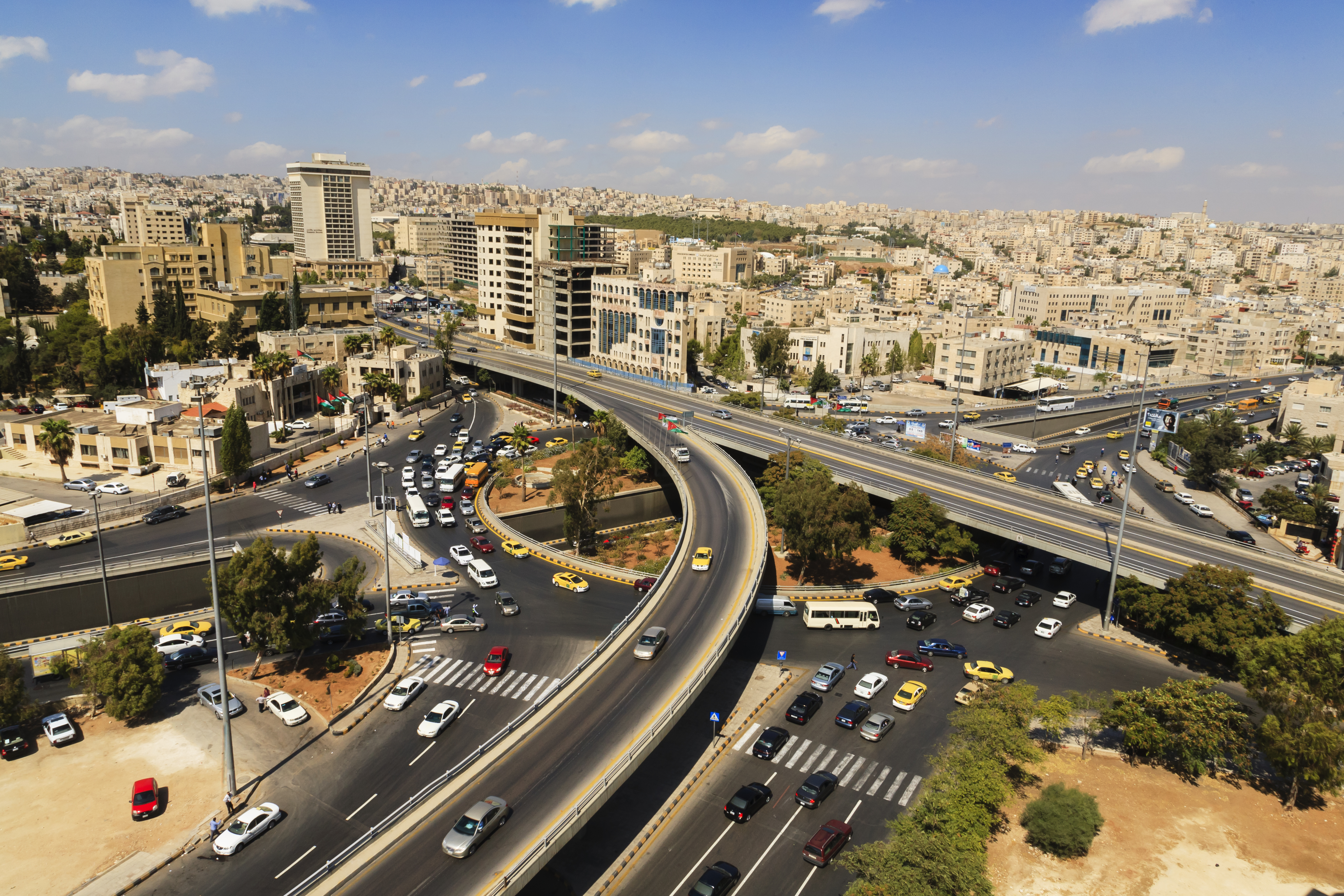
نمایی از ترابری و زیرساخت امان

اردن کشوری کوچک با منابع طبیعی محدود است. این کشور در حال حاضر راه‌هایی برای گسترش تأمین آب محدود خود می‌یابد و به ویژه از راه همکاری‌های منطقه‌ای از منابع موجود خود استفاده بهتری می‌برد. همچنین اردن در تأمین بخش اعظمی از نیازهای انرژی خود به منابع خارجی وابسته است. در خلال دهه ۹۰، نیازهای نفت خام این کشور از وارداتی که از عراق و دیگر کشورهای همسایه می‌شد تأمین می‌گردید. از اوائل سال ۲۰۰۳، نفت مورد نیاز اردن توسط کشورهای عضو شورای همکاری خلیج فارس تأمین می‌شده است. علاوه بر آن، خط لوله انتقال گاز عرب از مصر به شهر بندری عقبه واقع در جنوب اردن در سال ۲۰۰۳ تکمیل شد. دولت در نظر دارد این خط انتقال گاز را به شمال و تا منطقه امان و مناطق ورای آن گسترش دهد.
از سال ۲۰۰۰ به این سو، صادرات محصولات تولیدی سبک، بیشتر دربرگیرنده منسوجات و پوشاک تولید شده در مناطق صنعتی استاندارد) QIZ) که بدون تعرفه و سهمیه وارد آمریکا می‌شود، نیروی پیش برنده رشد اقتصاد این کشور بوده است. اردن در سال ۱۹۹۷ که میزان تجارت دو جانبه ۳۲۱ میلیون پوند (۳۹۵ میلیون دلار) بود، ۶/۵ میلیون پوند (۹/۶ میلیون دلار) کالا صادر کرد و در سال ۲۰۰۲ در حالی که میزان تجارت دوجانبه این کشور به ۸۵۵ میلیون پوند (۰۵/۱ میلیارد دلار) رسیده بود، صادرات کالای آن به ۵۳۸ میلیون پوند (۶۶۱ میلیون دلار) رسید. رشد مشابهی که در صادرات اردن به آمریکا با قرارداد تجارت آزاد آمریکا- اردن که دوجانبه می‌باشد و در دسامبر سال ۲۰۰۱ به اجرا درآمد، صادرات اردن به اروپا به موجب قرارداد دوجانبه انجمنی و صادرات اردن به دیگر کشورهای منطقه مشاهده می‌شود، نوید بخش آن است که اقتصاد اردن از حالت سنتیِ آن که وابستگی به صادرات فسفات و پتاس، پول‌های خارجی و کمک‌های دیگر کشورها بوده است، فاصله گرفته است.

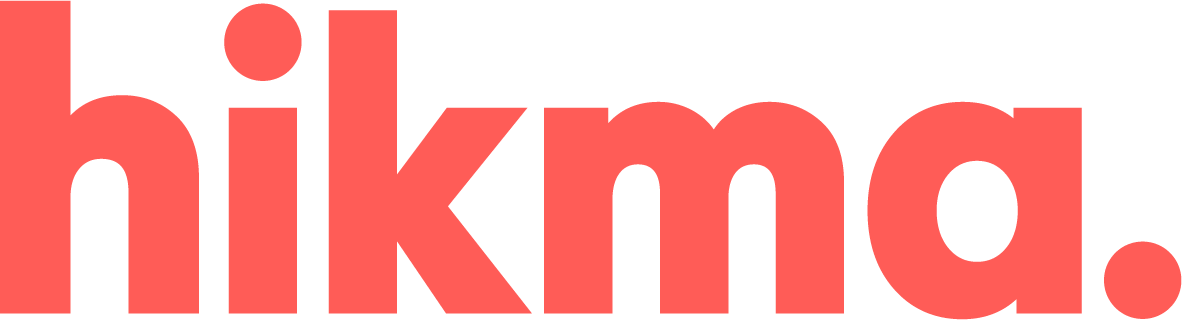
حکمه شرکت داروسازی اردنی و چندملیتی مستقر در بریتانیا

دولت وعده داده است که فناوری اطلاعات (IT) و گردشگری نیز به بخش‌هایی تبدیل خواهند شد که رشد نویدبخشی در آن‌ها به‌وجود خواهد آمد. منطقه اقتصادی ویژه عقبه (ASEZ) که مالیات کمی به آن تعلق می‌گیرد و مقررات سهل‌گیرانه‌ای در آن حاکم است به‌عنوان چهارچوبی که توسط دولت برای رشد اقتصادی تحت هدایت بخش خصوصی تأمین شده، در نظر گرفته می‌شود.

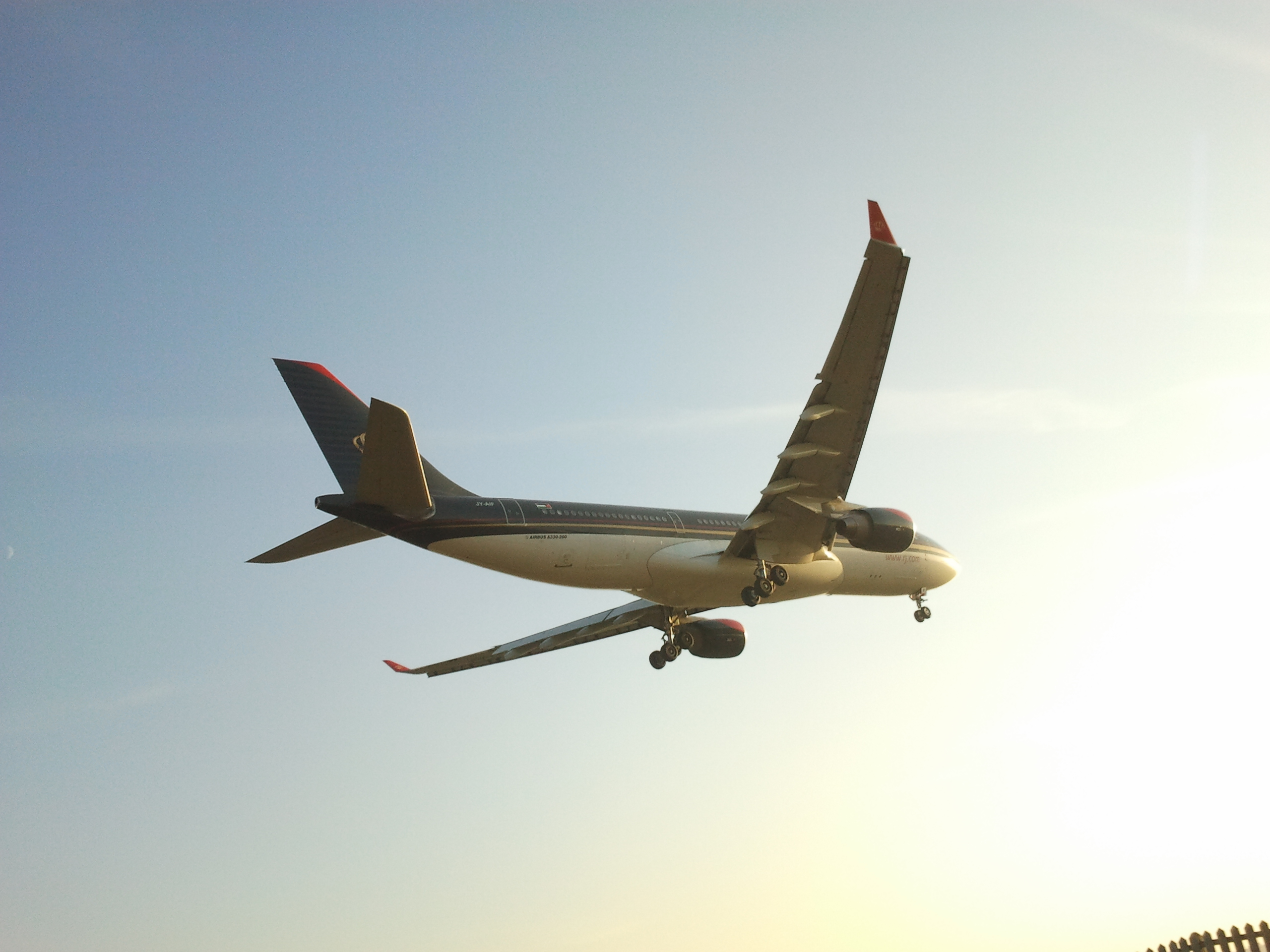
هوایپمای A330-200 متعلق به هواپیمایی پادشاهی اردندر حال پرواز در مونترال

قرارداد تجارت آزاد (FTA) بین اردن و آمریکا که در دسامبر ۲۰۰۱ برقرار شد، امکان را برای بازار آزاد بیشتر در زمینه ارتباطات، ساختمان، مالی، بهداشت، حمل و نقل، خدمات و اعمال سختگیرانهٔ استانداردهای بین‌المللی با هدف پشتیبانی از مالکیت معنوی فراهم می‌آورد.
در سال ۱۹۹۶، آمریکا و اردن قرارداد هواپیمایی درون‌مرزی امضاء کردند که زمینه را برای حریم هوایی آزاد میان دو کشور فراهم آورد و پیمان آمریکا-اردن برای حمایت و تشویق سرمایه‌گذاری دو جانبه در سال ۲۰۰۳ به اجرا درآمد. اردن از سال ۲۰۰۳ به عضویت سازمان تجارت جهانی درآمده است.
پس از به‌کارگیری FTA، صادرات صنایع نساجی و پوشاک اردن از سال ۲۰۰۰ تا ۲۰۰۵ رشدی معادل ۲، ۰۰۰ در صد داشته است. بنا به اعلام کمیته کار ملی، که یک NGO مستقر در آمریکا است، اردن در زمینه فروش شکلات بخش تولیدات صادرات- محور رشد سریع و قابل توجهی داشته است.

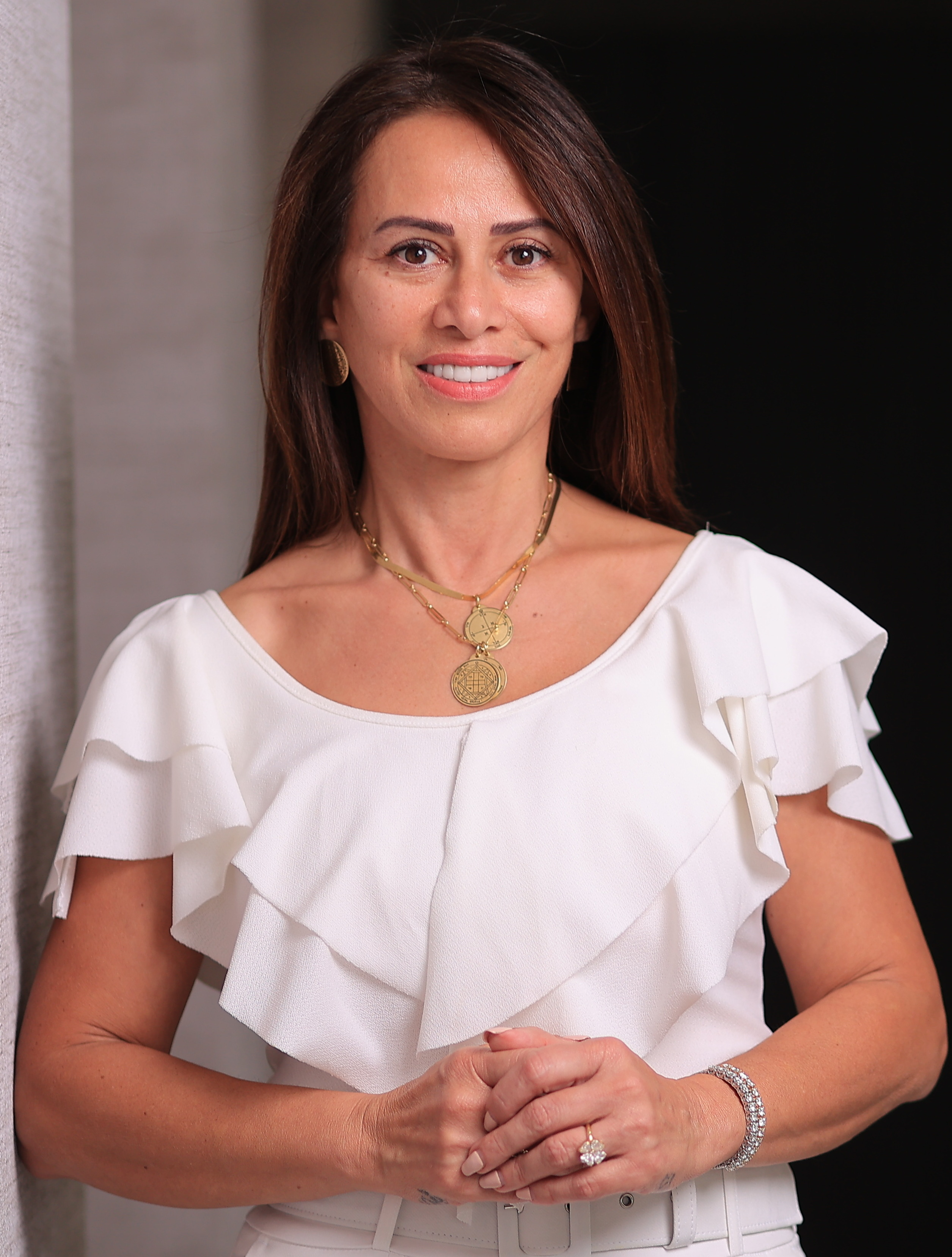
ایمان مطلق کارآفرین و مؤسس گروه سرمایه‌گذاری سیگما

در طبقه‌بندی بانک جهانی اردن در ردیف کشورهای با درآمد متوسط رو به پایین قرار می‌گیرد. سرانه تولید ناخالص ملی اردن برای سال ۲۰۰۳ تقریباً ۱، ۸۱۷ دلار (۱، ۴۹۷ پوند) بوده و به‌طور میانگین ۵/۱۴٪ از جمعیت این کشور که از لحاظ اقتصادی فعال محسوب می‌شوند در سال ۲۰۰۳ بیکار بوده‌اند. سرانه تولید ناخالص ملی اردن در سال ۲۰۰۵ به ۴، ۲۰۰ دلار آمریکا رسیده است. سطح آموزش و ادبیات و میزان رفاه اجتماعی اردن در مقایسه با کشورهایی که دارای درآمدی مشابهی هستند، بالا است.
میزان رشد جمعیت اردن بالاست که البته در سال‌های اخیر با کاهشی مواجه شده و در حال حاضر به ۸/۲٪ رسیده است. یکی از مهم‌ترین فاکتورها در ارتباط با تلاش دولت برای بهبود رفاه اجتماعی شهروندان، ثبات اقتصاد کلان این کشور است که از دهه ۹۰ به این سو محقق و میسر شده است. با وجود این، میزان بیکاری در این کشور بالاست. رقم رسمی اعلام شده برای بیکاری در اردن ۵/۱۲٪ و رقم غیررسمی آن حدود ۳۰٪ است. میزان تورم قیمت‌ها پایین است و در سال ۲۰۰۳ به ۳/۲٪ رسید. گردش پول نیز در اردن با ثبات بوده و نرخ ارز آن از سال ۱۹۹۵ با دلار آمریکا تعیین می‌شده است.
هر چند که اردنی‌های در صدد انجام اصلاحات اقتصادی و افزایش میزان بازرگانی کشور خود هستند، با این حال اقتصاد اردن کماکان در برابر شوک‌های خارجی و ناآرامی‌های منطقه‌ای آسیب‌پذیر است. اگر در منطقه آرامش نباشد، چنین به نظر می‌رسد که رشد اقتصادی محکوم به قرار گرفتن زیر ظرفیت و توان بالقوه آن است. اما در خصوص جنبه مثبت و خوش‌بینانه اردن می‌توان از گنجایش و توانایی آن در انرژی خورشیدی یاد کرد که مرهون صحراهای این کشور است. این انرژی خورشیدی نه تنها برای تولید الکتریسیته عاری از آلودگی، بلکه برای انجام کارهای جانبی از قبیل شیرین‌سازی آب دریا تعاونی فرامدیترانه‌ای انرژی قابل تجدید (TREC). به کار می‌آید.
واحد پول این کشور دینار اردن است که هر دینار معادل ۱٫۴۱ دلار آمریکا و هر دلار معادل ۰٫۷۱ دینار است. (آوریل ۲۰۲۲).

## گردشگری

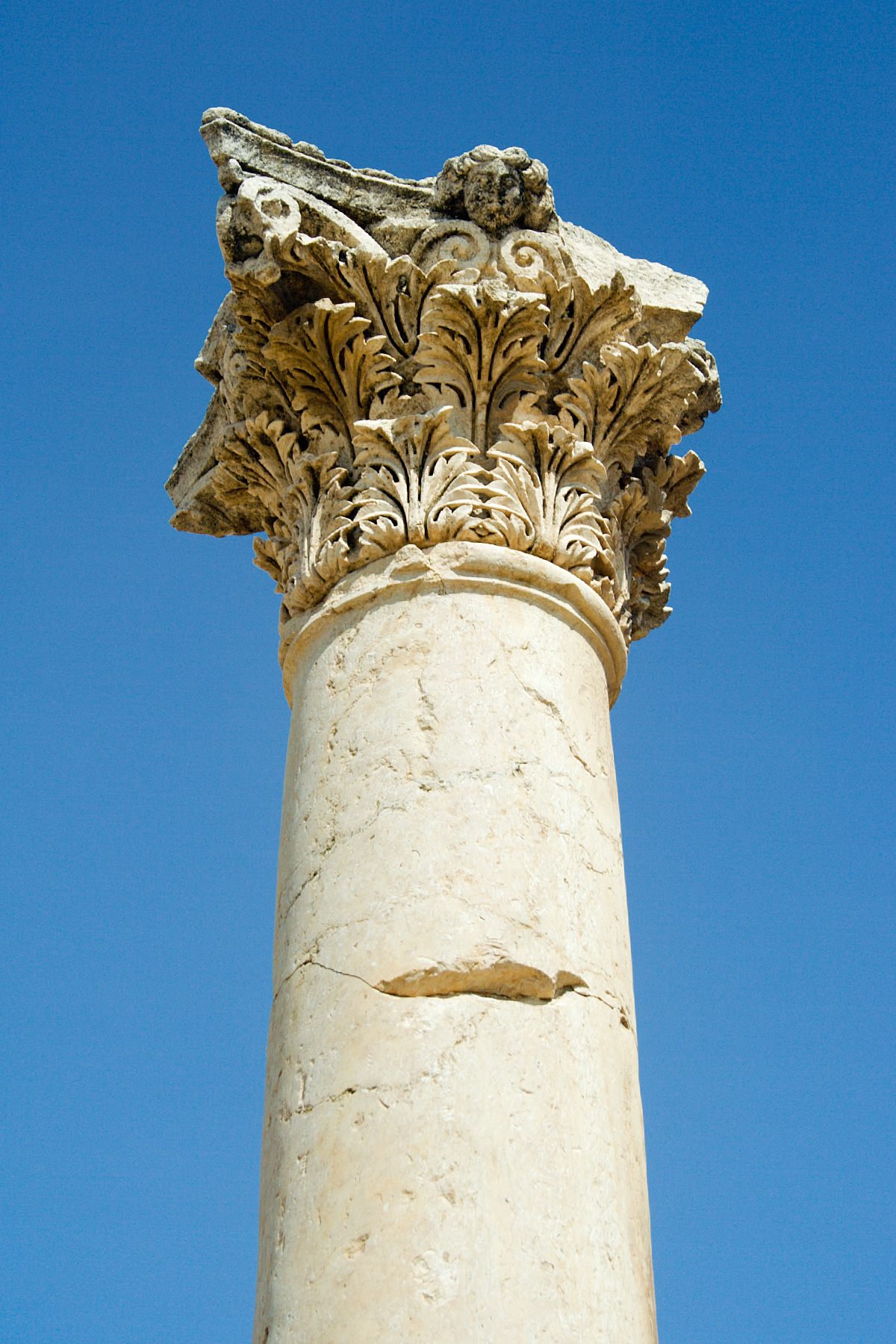
ستون کورینتیوم یکی از جاذبه‌های توریست واقع در جرش است.

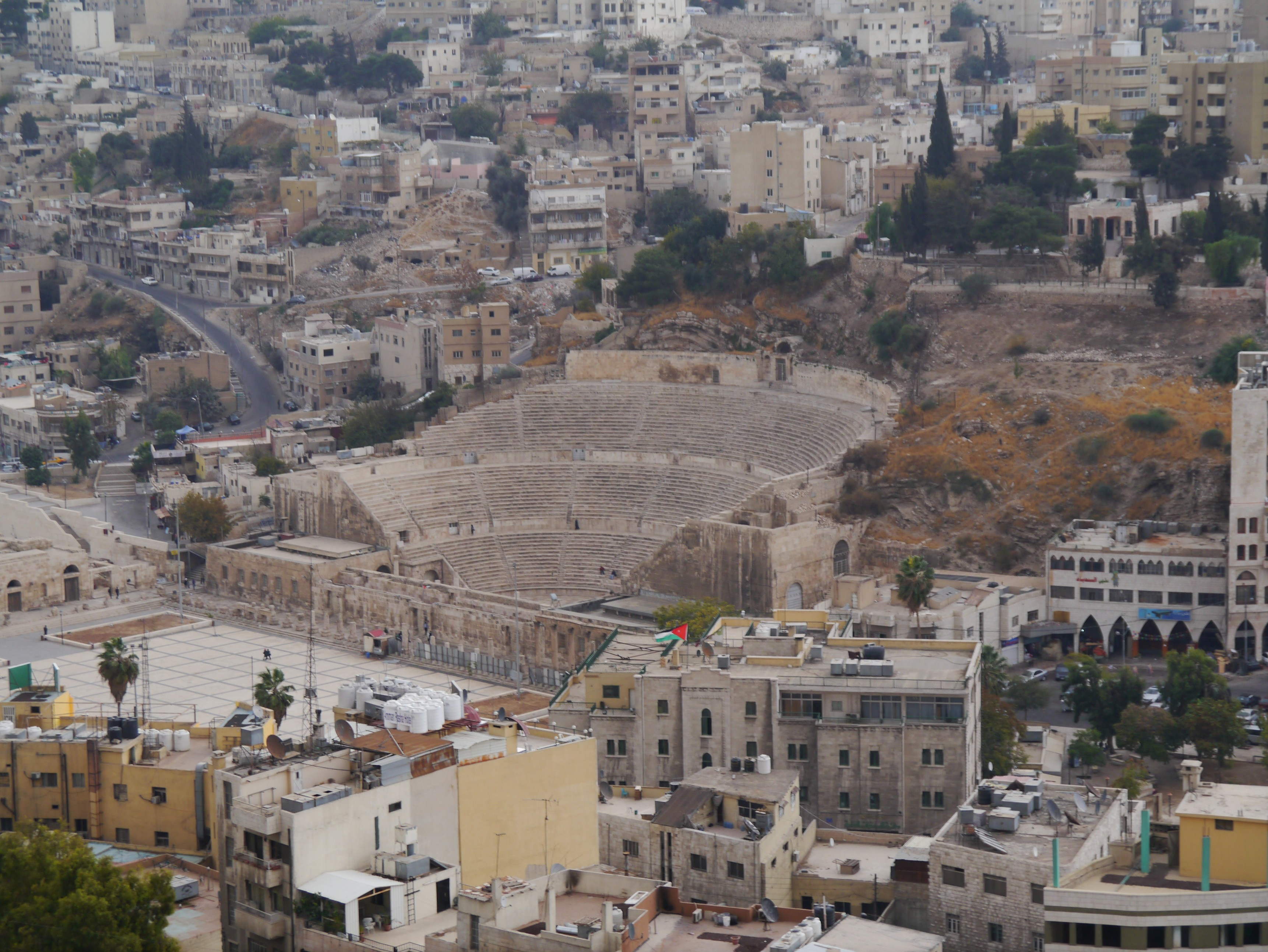
آمفی‌تئاتر بجا مانده از امپراتوری روم در امان

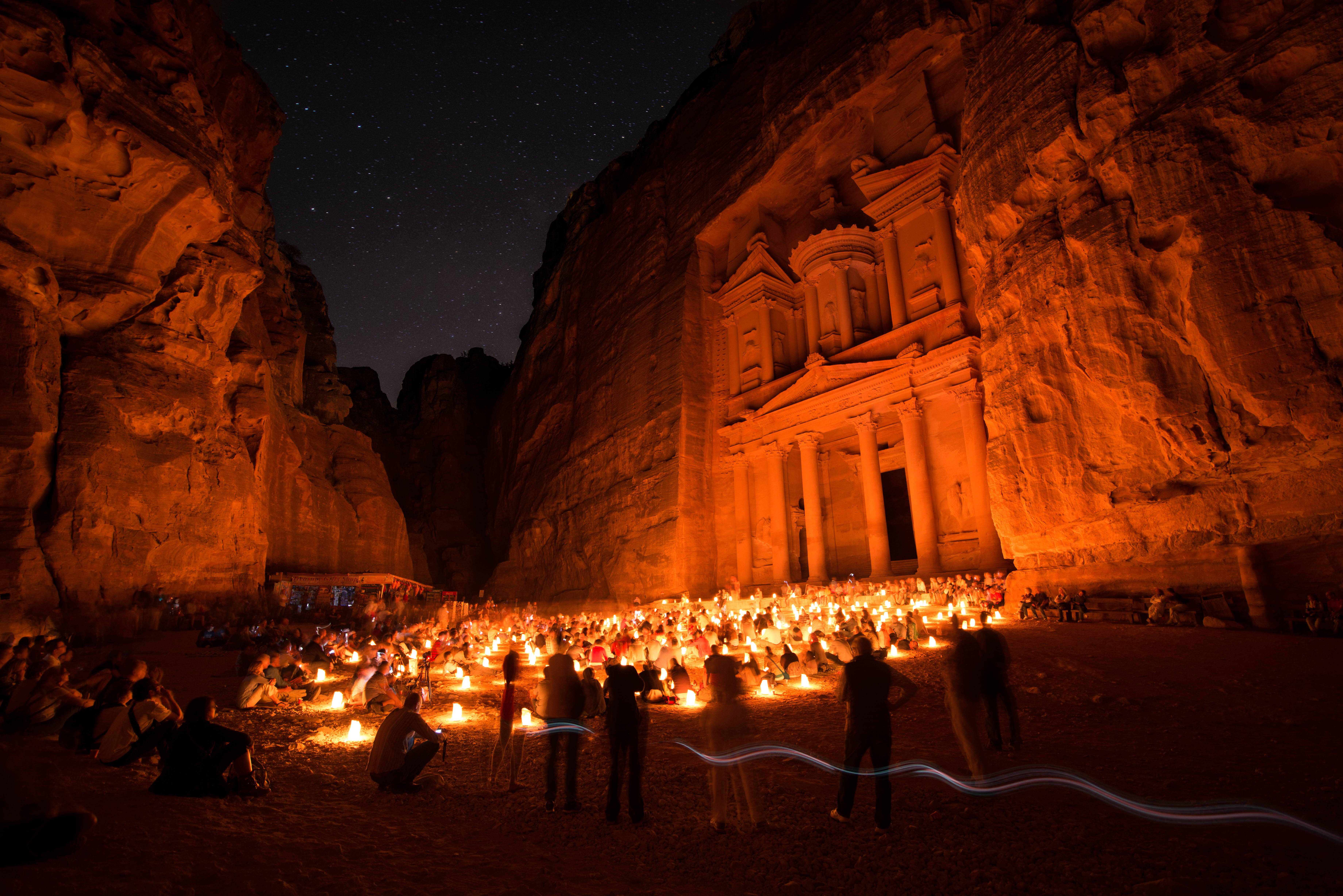
ساختمان خزانه در شهر تاریخی پترا بجا مانده از نبطی‌ها

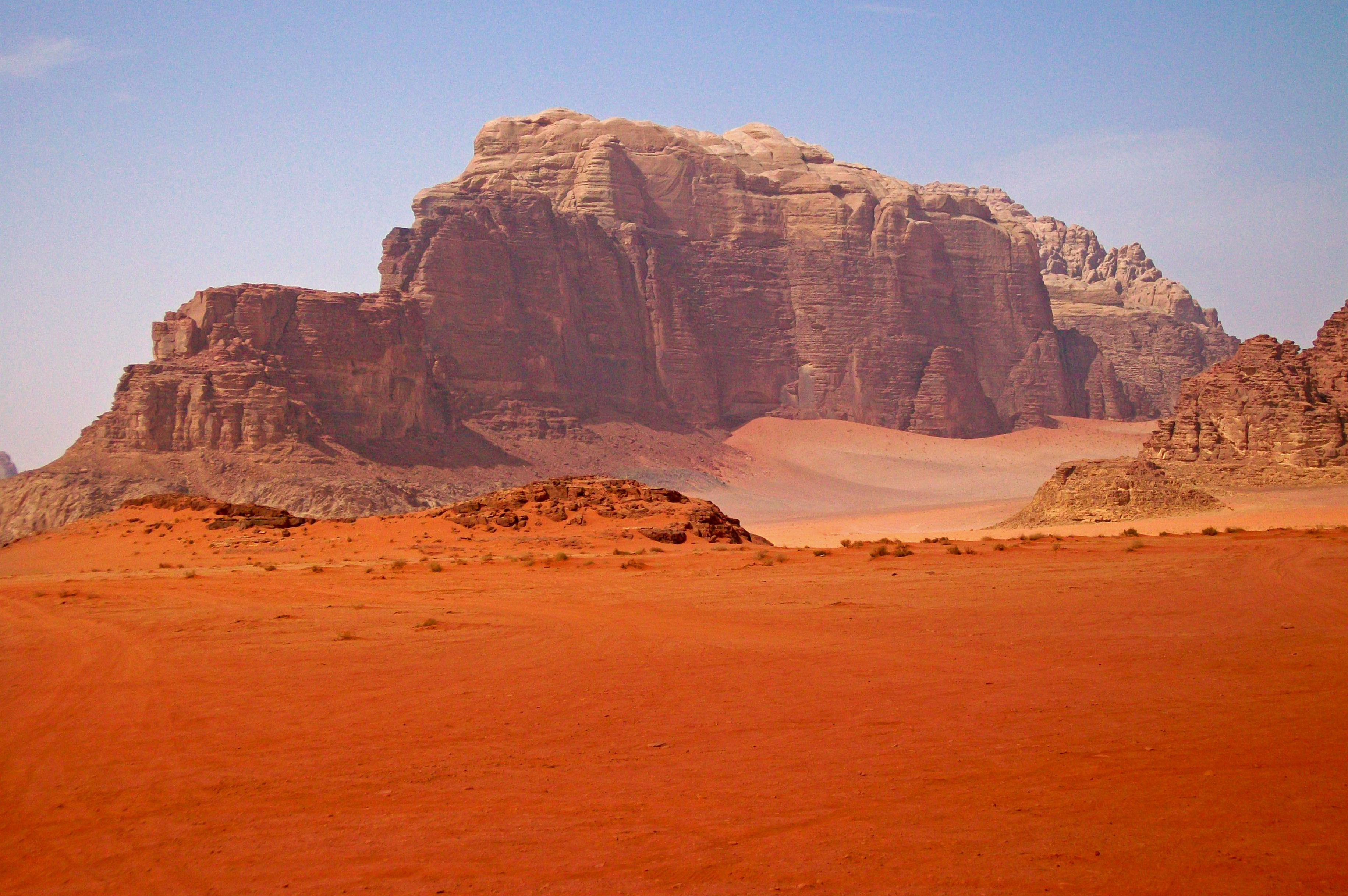
وادی رم یا دره ماه شامل آثاری از انسان‌ها و فرهنگ‌های پیش از تاریخ

گردشگری یکی از بخش‌های بسیار مهم اقتصاد اردن است. جغرافیای این سرزمین و آرامش سیاسی آن در مقایسه با دیگر کشورهای خاورمیانه پیرامون آن باعث شده است تا اردن به موقعیت کنونی خود از لحاظ گردشگری دست یابد. فعالیت‌های اصلی گردشگری در اردن دربرگیرنده بازدید از مکان‌های تاریخی بی‌شمار و مناطق طبیعی بکر و جاذبه‌های فرهنگی-مذهبی اردن است. معروفترین جاذبه‌های گردشگری اردن شامل موارد زیر است:
- جاهای دیدنی باستانی
  - پترا در معان، که مرکز نبطی‌ها است، شهری کامل است که در دل کوه آن را تراشیده‌اند. صخره‌های آن رنگی و اغلب صورتی است و ورودی این شهر قدیمی روزنه بزرگ و باریکی است به نام سیگ که آن هم در دل کوه جای گرفته است. در داخل شهرهای اردن نیز بناهای بسیاری وجود دارد که همه آن‌ها (به استثنای ۲ مورد) از سنگ تراشیده شده‌اند، از جمله خزانه‌داری اردن که هم‌اکنون سازمان عجایب هفت‌گانه جدید آن را به‌عنوان یکی از نامزدهای قرار گرفتن در فهرست عجایب هفت‌گانه جدید جهان انتخاب کرده است.
  - ام قیس شهری است که در محل شهر ویران‌شدهٔ گادارا که از شهرهای روم باستان هلنی است، قرار گرفته است.
  - عجلون که قلعه الرباض در آن واقع شده است.
  - جراش، که به‌خاطر معماری رومی باستانی‌اش، از قبیل ستون‌ها و تاق‌هایش معروف است.
  - امان که تماشاخانه رومی اردن و چند موزهٔ دیگر در آن جای گرفته‌اند. امان شهری است که بازارچه، مراکز خرید، هتل‌ها و یک آمفی‌تئاتر قدیمی رومی و غیره در آن قرار دارند.
  - ال کرک که کاخ ال-کراک که کاخی مهم و متعلق به زمان صلاح‌الدین است در آن قرار دارد.
- جاذبه‌های گردشگری مذهبی
  - مدابع، مرکز گردشگری مذهبی اردن است که اماکن مذهبی مهمی را در خود جای داده است.
    - نقشه مدابع
    - رود اردن، که یحیی در آن عیسی مسیح را غسل تعمید داد.
    - کوهستان مبو (اردن)/ کوهستان مبو
    - آرامگاه جعفر پسر ابی طالب
    - آرامگاه زید پسر حارثه
    - آرامگاه عبدالله پسر رواحه
    - آرامگاه سعد پسر ابی وقاص
    - آرامگاه ابو عبیده عامر جراح
    - آرامگاه شرحبیل پسر حسنه
    - آرامگاه معاذ پسر جبل
    - آرامگاه ضرار پسر ازور
    - مقام پیغمبر ایوب
    - مقام پیغمبر شعیب
    - مقام پیغمبر یوشع بن نون
    - مقام پیغمبر هارون
    - غار اصحاب کهف
    - آثار جرش
- جاذبه‌های دریایی
  - دریای مرده، که به‌خاطر شناوری عجیب و نمکهای طبیعی آن که در اغلب اوقات به چشم می‌خورد، شهرت یافته است. دریای مرده که ۴۰۲ متر زیر سطح دریا قرار گرفته، پایین‌ترین نقطه اردن محسوب می‌شود و هر ساله ۱ متر پایین‌تر می‌رود.[۱۶] دریای مرده در نزدیکی رود اردن قرار دارد.
  - عقبه شهری است در ساحل خلیج عقبه که مراکز خرید و هتل‌های فراوانی در آن قرار دارد و دسترسی به ورزش‌های آبی در آن میسر است.
- دیگر مکان‌های گردشگری
  - وادی رم صحرایی است مملو از کوه‌ها و تپه‌ها که در جنوب اردن قرار دارد. وادی رم به‌خاطر مناظر زیبا و چشمگیری که دارد و نیز به‌خاطر گونه‌های مختلف ورزش که در آن انجام می‌شود، از قبیل صخره‌نوردی، شهرت یافته است.
  - ماهیس که دارای مکان‌های مذهبی مهم و چشم‌اندازهای زیبا است.

## جمعیت‌شناسی

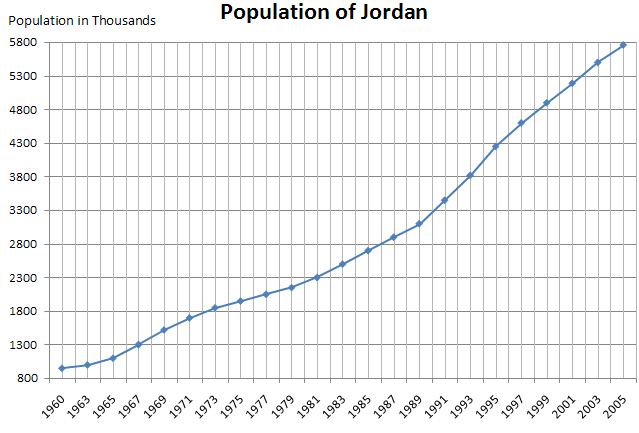
نمودار جمعیت اردن از ۱۹۶۰ تا ۲۰۰۵

سرشماری سال ۲۰۱۵ دولت اردن، جمعیت این کشور را ۹٬۵۳۱٬۷۱۲ نفر (شامل: زن: ۴۷ درصد؛ مرد: ۵۳ درصد) نشان می‌داد. حدود ۲٫۹ میلیون (۳۰٪) آن‌ها غیر شهروند بودند، که این رقم شامل پناهندگان و مهاجران غیرقانونی است. در سال ۲۰۱۵، ۱٬۹۷۷٬۵۳۴ خانوار در اردن وجود داشت، که میانگین آن ۴٫۸ نفر در هر خانوار بود (در مقایسه با ۶٫۷ نفر در هر خانوار در سرشماری سال ۱۹۷۹). براساس آمار وبگاه World Population Review، جمعیت این کشور در سال ۲۰۲۳، ۱۱٬۳۴۸٬۱۲۳ میلیون نفر است.
پایتخت و بزرگ‌ترین شهر اردن، شهر امان است. این شهر یکی از قدیمی‌ترین شهرهای جهان بوده و یکی از مدرن‌ترین شهرهای جهان عرب است. جمعیت امان در سال ۱۹۴۶، ۶۵٬۷۵۴ نفر بود، اما در سال ۲۰۱۵ از مرز ۴ میلیون نفر گذشت. عرب‌ها حدود ۹۸ درصد جمعیت اردن را تشکیل می‌دهند. ۲ درصد باقی مانده عمدتاً از مردم قفقاز، شامل؛ چرکس‌ها، ارمنی‌ها و چچنی‌ها و دیگر گروه‌های اقلیت کوچک‌تر تشکیل شده است. حدود ۸۴٫۱ درصد از جمعیت در مناطق شهری زندگی می‌کنند.
پناهندگان و مهاجران

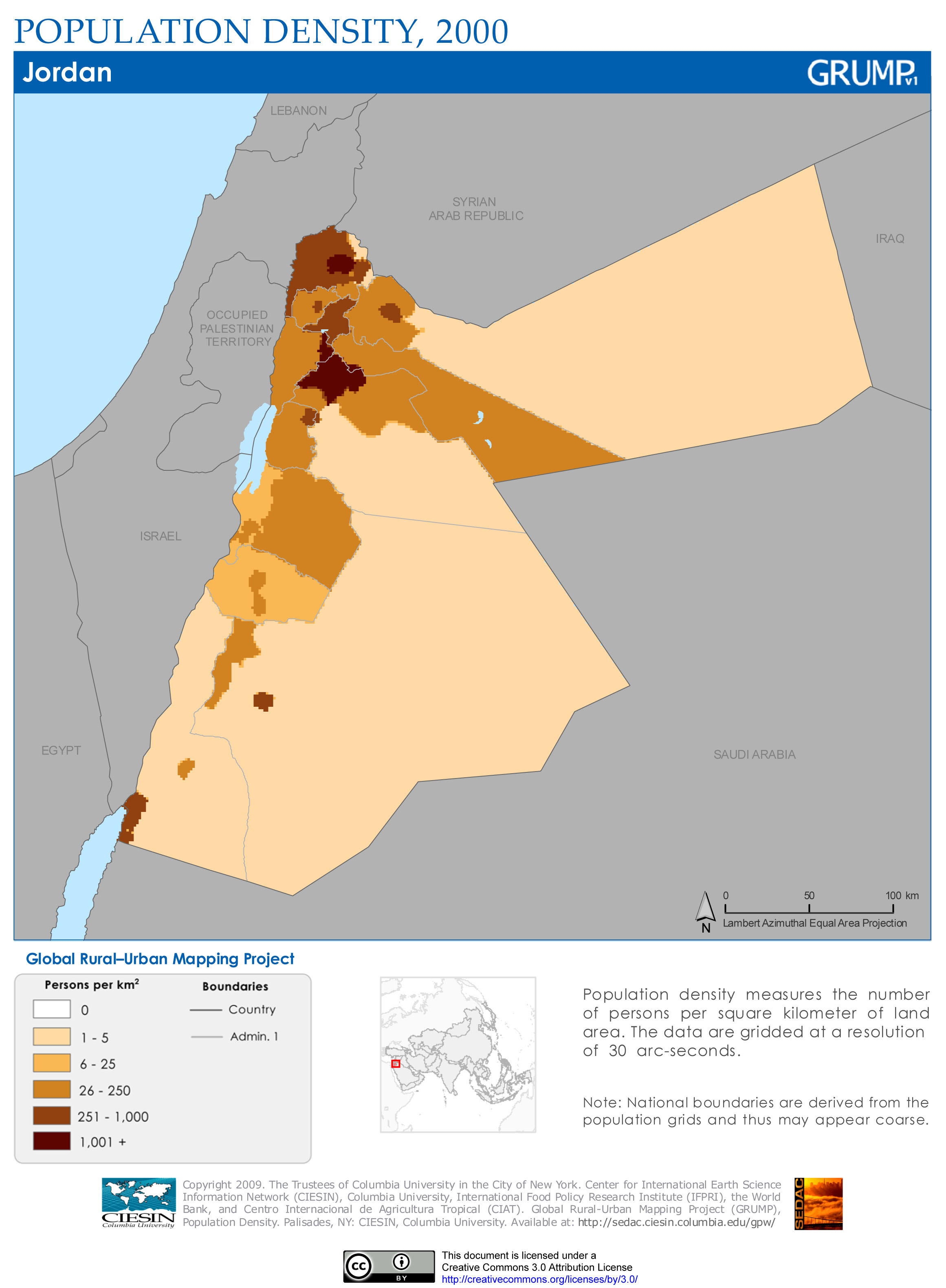
نقشه تراکم جمعیت در مناطق مختلف اردن (آمار سال ۲۰۰۰ میلادی)

اردن تا اکتبر ۲۰۲۳، میزبان ۲٬۳۰۷٬۰۱۱ پناهنده فلسطینی بود. به اکثر آن‌ها، تابعیت اردنی اعطا شده است. اولین موج آواره‌های فلسطینی در طول جنگ اعراب و اسرائیل در سال ۱۹۴۸ وارد اردن شدند. موج مهاجرت‌ها به اردن، در طول جنگ شش روزه سال ۱۹۶۷ و جنگ خلیج‌فارس در سال ۱۹۹۰ به اوج خود رسید. در گذشته، اردن به بسیاری از پناهندگان فلسطینی تابعیت داده بود، اما اخیراً شهروندی اردن فقط در موارد نادری داده می‌شود. ۳۷۰٬۰۰۰ نفر از این فلسطینی‌ها در کمپ‌های آواره‌های UNRWA زندگی می‌کنند. پس از تصرف کرانه باختری توسط اسرائیل در سال ۱۹۶۷، اردن تابعیت هزاران فلسطینی را لغو کرد، تا هرگونه تلاش برای اسکان دائم از کرانه باختری به اردن را خنثی شود.
بیش از ۱٬۰۰۰٬۰۰۰ عراقی پس از جنگ عراق در سال ۲۰۰۳ به اردن نقل مکان کردند، و بیشتر آن‌ها بازگشته‌اند. در سال ۲۰۱۵ تعداد آن‌ها در اردن ۱۳۰٬۹۱۱ نفر بود. اما بسیاری از مسیحی‌های عراقی (آشوری/کلدانی) به‌طور موقت یا دائم در اردن ساکن شدند. مهاجران همچنین شامل ۱۵٬۰۰۰ لبنانی هستند که پس از جنگ اسرائیل و لبنان در سال ۲۰۰۶ وارد اردن شدند. از سال ۲۰۱۰، بیش از ۱٫۴ میلیون پناهنده سوری برای فرار از جنگ داخلی سوریه به اردن گریختند، که بیشترین جمعیت آن‌ها در اردوگاه آوارگان زعتری است. اثرات بحران پناهندگان شامل رقابت برای فرصت‌های شغلی، منابع آب و سایر خدمات ارائه شده توسط دولت، همراه با فشار بر زیرساخت‌های ملی اردن است.
مسیحیان نیز نزدیک به ۶٪ جمعیت اردن را تشکیل می‌دهند و ۹ کرسی از مجموع کرسی‌های مجلس اردن را به خود اختصاص داده‌اند. بیشتر مسیحیان متعلق به کلیسای ارتودوکس یونانی (مشهور به ارتودوکس رومی به عربی هستند. بقیه نیز کاتولیک‌های رومی (مشهور به لاتین)، کاتولیک‌های شرقی (مشهور به کاتولیک‌های رومی به منظور تمیز دادن آن‌ها از کاتولیک‌های غربی) و جوامع مختلف پروتستان‌ها از جمله باپتیست‌ها هستند. مسیحیان اردن از جوامع گوناگون آمده‌اند و این مسئله در رفتاری که آن‌ها از خود نشان می‌دهند کاملاً نمایان است، برای مثال، عشای ربانی کاتولیک‌ها به عربی، انگلیسی، فرانسوی، ایتالیایی، اسپانیایی، تاگالوگی و سینالا و همچنین گویش‌های عراقی زبان عربی برگزار می‌شود.

نسبت جنسی انسانی در جمعیت اردن

از زمان آغاز جنگ عراق بسیاری از مسیحیان این کشور نیز به‌صورت موقت یا دائم در اردن زندگی کرده‌اند.
زبان رسمی اردن عربی است، اما انگلیسی نیز تا حد زیادی در امور تجاری و دولتی و نیز میان مردم تحصیل‌کرده مورد استفاده قرار می‌گیرد. آموزش زبان عربی و انگلیسی در مدارس دولتی و خصوصی اجباری است. زبان فرانسوی نیز در برخی از مدارس دولتی تدریس می‌شود، اما آموزش آن اجباری نیست.
آن‌طور که ثبت شده است، حدود ۳ میلیون نفر به‌عنوان پناهندهٔ فلسطینی و آواره در اردن ساکن هستند که بسیاری از آن‌ها شهروند این کشور شده‌اند. از سال ۲۰۰۳ به این سو نیز شمار زیادی از عراقی‌هایی که از جنگ عراق گریخته‌اند در اردن اقامت داشته‌اند، که تاکنون اقدامی برای شمارش و سرشماری آنان صورت نگرفته است.

## آموزش

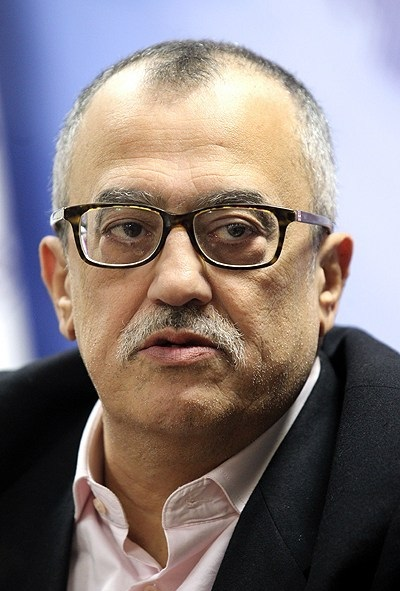
ناهض حتر نویسنده و کارتونیست اردنی

اردن توجه زیادی به مسئلهٔ آموزش و پرورش داشته است. نظام آموزشی این کشور هماهنگ با استانداردهای بین‌المللی است و برنامه‌های آموزش متوسطه آن در دانشگاه‌های جهانی پذیرفته‌شده است.
آموزش و پرورش مدارس اردن را می‌توان به دو بخش تقسیم نمود:
- آموزش ابتدایی، که شامل ۱۰ سال تحصیل در مدرسه است. همه شهروندان اردنی ملزم به گذراندن این دوره ده ساله هستند.
- آموزش متوسطه، که شامل دو سال تحصیل در مدرسه برای دانش آموزانی است که دوره ابتدایی ۱۰ ساله را پشت سر گذارده‌اند. این دوره شامل دو بخش است:

1. آموزش متوسطه، که می‌تواند آکادمیک یا حرفه‌ای باشد. در پایان دوره دوساله، دانش آموزان امتحانات سراسری متوسطه توجیهی را در حوزهٔ مربوط و مناسب خود می‌دهند و به کسانی که امتحانات را با موفقیت پشت سر می‌گذارند گواهی توجیهی (گواهی پایان آموزش متوسطه سراسری) اعطا می‌شود. دانش آموزان برای ورود به دانشگاه در گروه آکادمیک دوره آموزشی را طی می‌کنند، در حالی که درگروه فنی و حرفه‌ای دانش‌آموزان دوره‌های لازم را برای ورود به کالج محلی یا دانشگاه‌ها یا بازار کار می‌گذرانند، مشروط به آنکه دانش‌آموزان دو درس اضافی را نیز با موفقیت پشت سر بگذارند.
2. آموزش متوسط حرفه‌ای، که آموزش حرفه‌ای فشرده و کارآموزی به دانش‌آموزان ارائه می‌کند، و در پایان آن به دانش‌آموزان گواهی (نه توجیهی) اعطا می‌شود. این نوع آموزش توسط مؤسسات آموزش حرفه‌ای، تحت نظارت وزارت کار/ آموزش فنی و حرفه‌ای و آموزش شورای عالی ارائه می‌شود.

### آموزش عالی

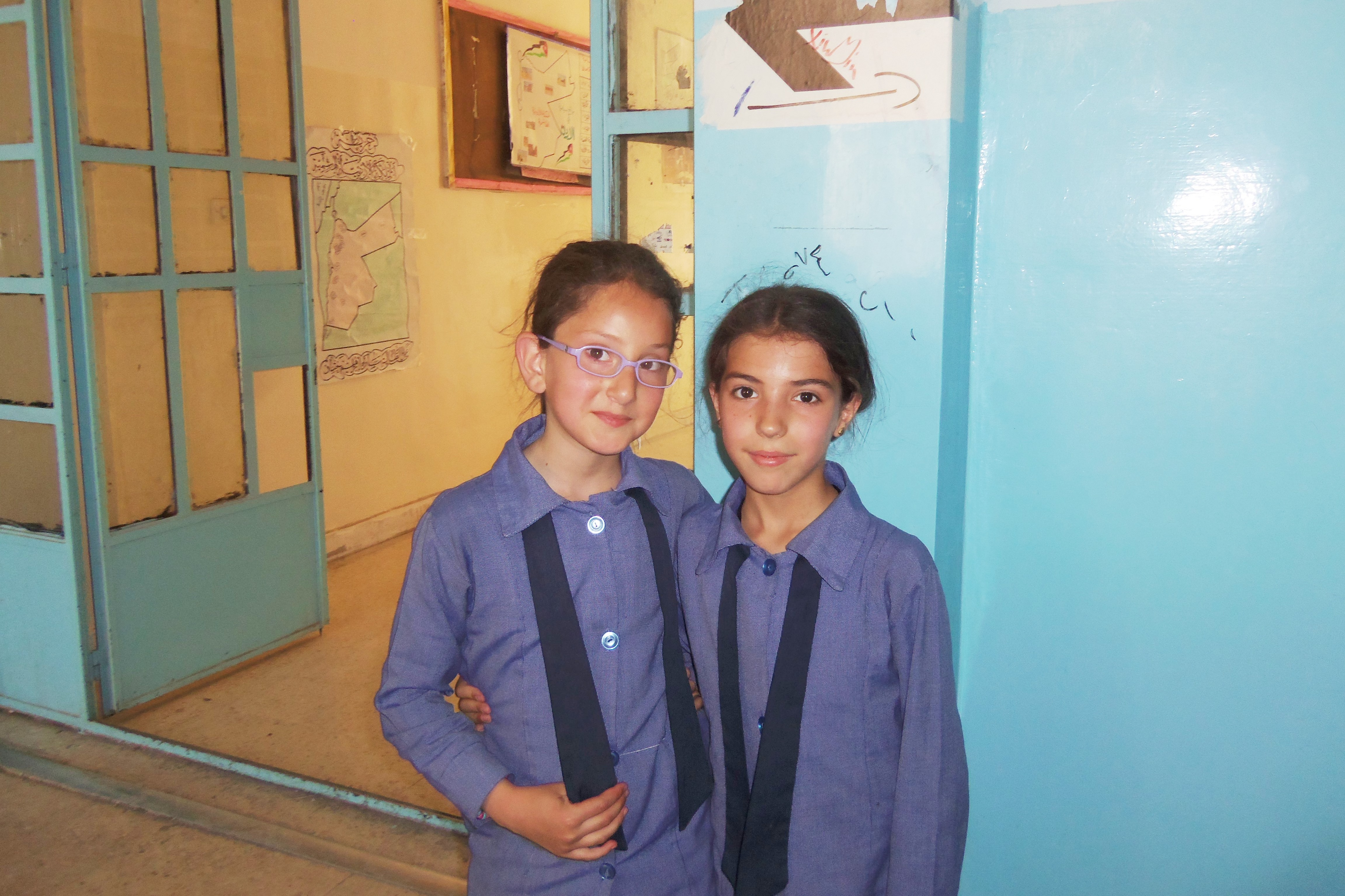
دانش‌آموزهای اردنی

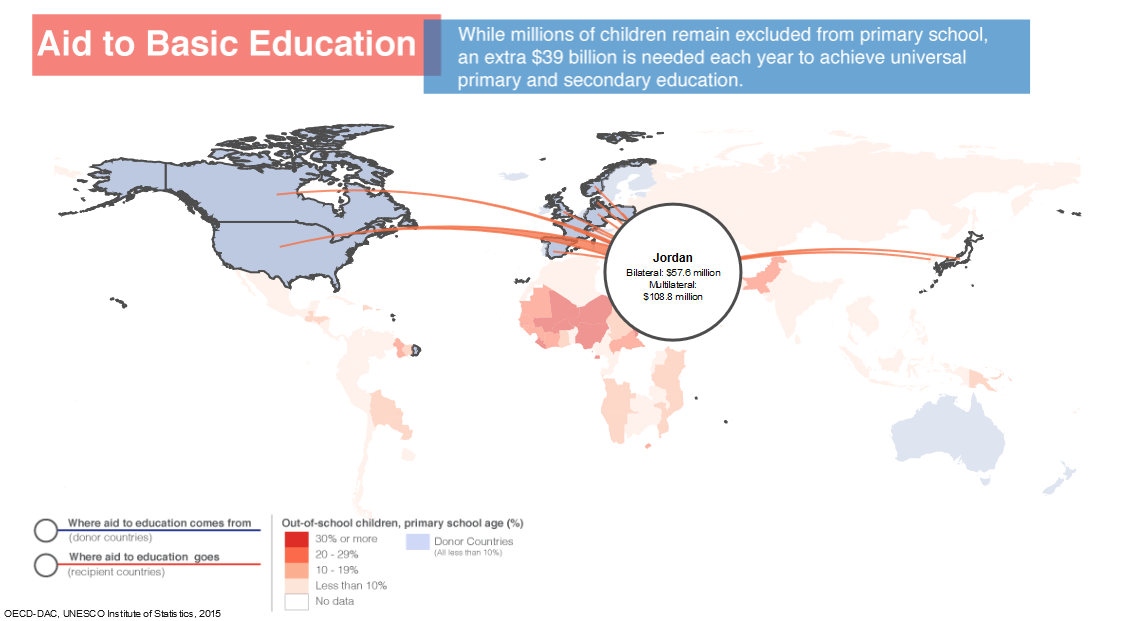
کمک‌های آموزشی پایه برای افزایش میزان کمک‌های دوجانبه و چندجانبه ارائه شده یا دریافت شده توسط اردن

دسترسی به آموزش عالی برای دارندگان گواهی اتمام آموزش متوسطهٔ سراسری میسر است، این افراد مختار هستند از میان کالج‌های محلی خصوصی، کالج‌های محلی دولتی یا دانشگاه‌ها (دولتی یا خصوصی) یکی را انتخاب نمایند. سیستم واحدی که این امکان را برای دانش‌آموزان فراهم می‌آورد تا درس‌های خود را براساس برنامهٔ تحصیلی انتخاب کنند، در دانشگاه‌های اردن اعمال می‌شود. در حال حاضر، هشت دانشگاه دولتی به‌علاوهٔ دو دانشگاه که جدیداً مجوز آن‌ها صادر شده، و سیزده دانشگاه خصوصی به‌علاوهٔ چهار دانشگاه که مجوز آن‌ها جدیداً صادر شده، در اردن وجود دارند. آموزش پس از دورهٔ متوسطه به‌طور کامل در حیطهٔ وظایف وزارت آموزش عالی و تحقیقات علمی قرار می‌گیرد. این وزارت متشکل از شورای آموزش عالی و شورای تأیید است.

#### مراحل تحصیل
- تحصیلات غیردانشگاهی پس از دورهٔ متوسطه (بخش فنی و حرفه‌ای): تحصیلات غیردانشگاهی و حرفه‌ای در کالج‌های محلی ارائه می‌شود و تمامی کسانی که دارای هر نوع گواهی اتمام آموزش متوسط سراسری هستند می‌توانند در آن شرکت نمایند. برنامه دو یا سه‌ساله شامل حوزه‌های زیادی، از قبیل هنر، علوم، مدیریت، ادارهٔ اقتصادی و مهندسی می‌شود. از سال ۱۹۹۷، تمامی کالج‌های محلی تحت نظارت دانشگاه کاربردی البلقا درآمده‌اند. دانشجویان در پایان دورهٔ دو یا سه‌ساله، آزمون جامعی (الشامل) را پشت سر می‌گذرانند. به دانشجویانی که امتحان را با موفقیت پشت سر می‌گذرانند فوق دیپلم/ دیپلم اعطا می‌شود.
- تحصیل در دانشگاه‌ها
- مقطع کارشناسی:

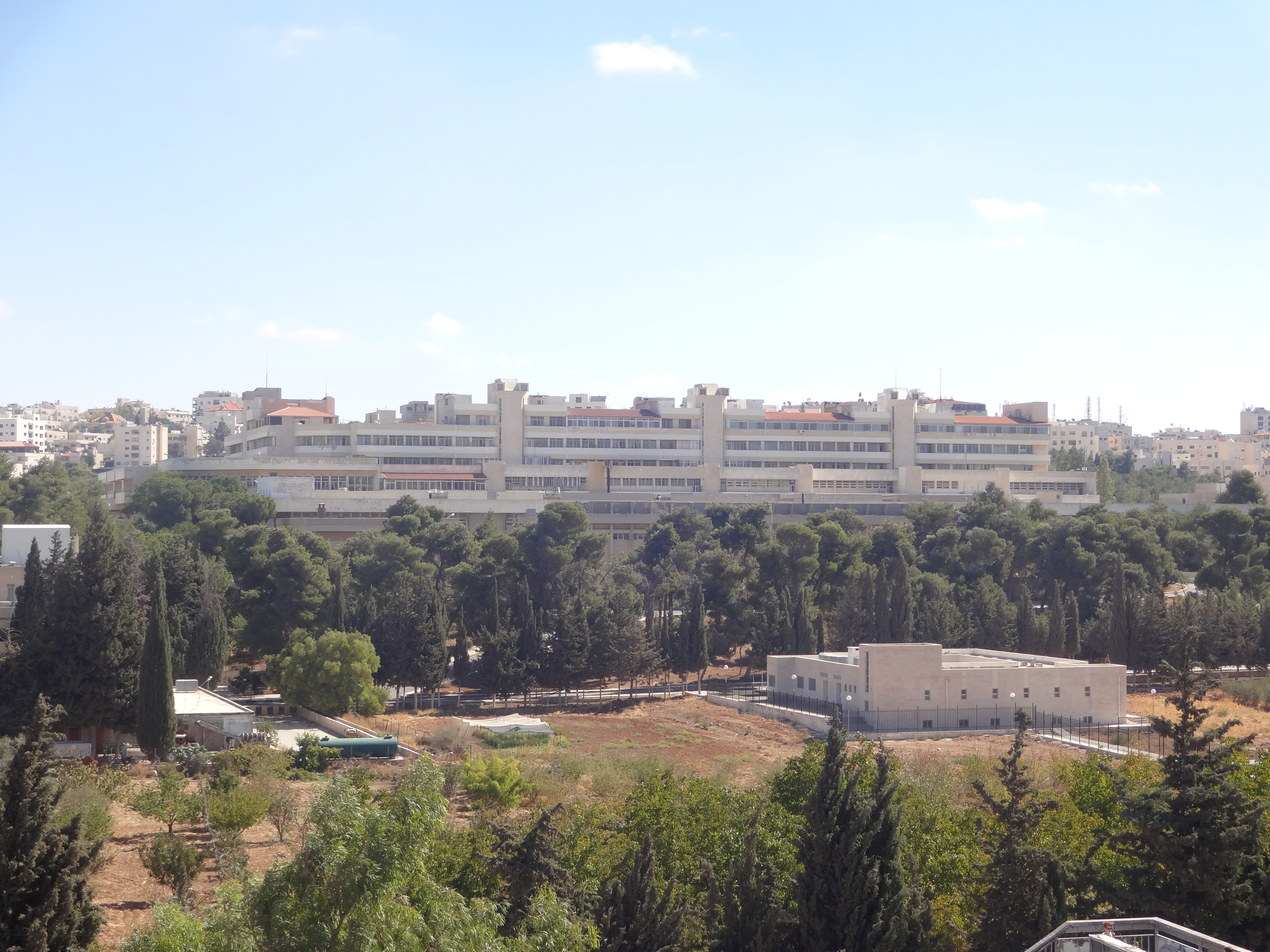
ساختمان دانشکده مهندسی در دانشگاه اردن

دانشگاه‌های اردن از سیستم‌های آموزشی انگلیسی- آمریکایی پیروی می‌کنند و با دانشگاه‌های آمریکایی و انگلیسی زیادی در ارتباط هستند. مقطع کارشناسی معمولاً چهار سال طول می‌کشد. تحصیل در رشته‌های دندان‌پزشکی، داروسازی و مهندسی به‌مدت پنج سال طول می‌کشد. مدت تحصیل در رشتهٔ پزشکی شش سال است که پس از اتمام آن دانشجویان باید دورهٔ کارورزی یک‌ساله را نیز بگذرانند. با توجه به رشتهٔ تحصیلی، واحدهای درسی مقطع کارشناسی از ۱۲۶ تا ۱۶۴ متغیر است.
- مقطع کارشناسی ارشد:

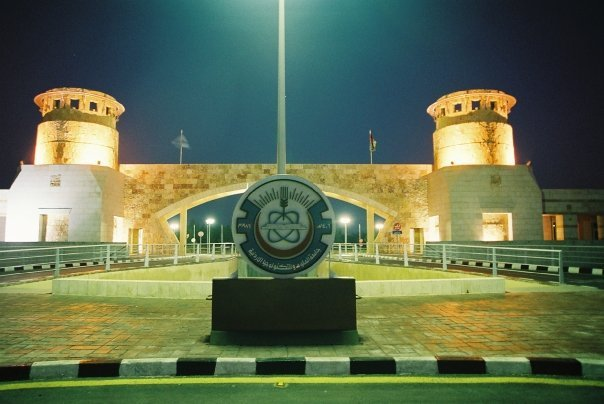
دانشگاه علم و صنعت اردن

مدرک کارشناسی ارشد پس از تحصیلات ۱ یا ۲ ساله‌ای که دانشجویان پس از دریافت مدرک کارشناسی پشت سر می‌گذرانند به آن‌ها اعطا می‌شود. برای دریافت مدرک کارشناسی ارشد، دانشجویان یا می‌توانند یک کار پایان ترم و پایان‌نامه (۲۴ واحد درس و ۹ واحد تحقیق) یا یک کار پایان ترم (۳۳ واحد) به همراه آزمون جامع را پشت سر بگذارند. نامزدهای شرکت در مقطع کارشناسی ارشد حتماً باید مدرک لیسانس با امتیاز حداقل خوب را داشته باشند.
- مدرک دکترا

مدرک دکترا پس از ۳ یا ۵ سال تحصیل بعد از کارشناسی ارشد و ارائهٔ رساله‌ای که از قبل کسی در مورد آن کار نکرده است، به دانشجویان این مقطع اعطا می‌شود. دانشجویان این مقطع با توجه به رشته‌ای که در آن تحصیل می‌کنند، باید یک کار پایان ترم ۲۴ واحدی و یک کار تحقیقاتی ۲۴ واحدی را پشت سر بگذرانند تا مدرک دکترا به آن‌ها اعطا شود. نامزدهای شرکت در مقطع دکترا حتماً باید مدرک کارشناسی ارشد با امتیاز حداقل خیلی خوب را داشته باشند.
- آموزش عالی مادام‌العمر:

آموزش مادام‌العمر در دانشگاه‌های دولتی و خصوصی، کالج‌های محلی دولتی و خصوصی، مؤسسه اداره دولتی اردن، مرکز جغرافیای اردن و انجمن علوم پادشاهی و دیگر موسسات ارائه می‌شود. رشته‌هایی که تدریس می‌شود شامل مهندسی، صنایع، کشاورزی، زبان‌های خارجی، علوم کامپیوتری، مطالعات منشی‌گری، تربیت بدنی و دیگر رشته‌ها است. این دوره‌ها معمولاً از یک هفته تا شش ماه طول می‌کشد و به دانشجویان در پایان دوره گواهی گذراندن دوره یا گواهی قبولی اعطا می‌شود. شرایط لازم با توجه به رشتهٔ ارائه‌شده و سطح آن متغیر است. برخی از این رشته‌ها برای حرفه‌های خاصی طراحی شده‌اند که در آن صورت داشتن تجربهٔ کاری در رشتهٔ مربوط برای گذراندن دوره‌ها الزامی است.

### دولت
- National Information System (NIS) Official Government Site
- Jordan Information Bureau in London
- Embassy of the Hashemite Kingdom of Jordan in Washington, D.C.

### اطلاعات عمومی
- Arab Gateway - Jordan
- CIA World Factbook - Jordan
- Congressional Research Service (CRS) Reports regarding Jordan
- Open Directory Project - Jordan directory category
- US State Department - Jordan includes Background Notes, Country Study and major reports
- Jordan Tourism Board

### شاه و ملکه
- Homepage of King Abdullah II
- Homepage of King Hussein - Tribute to ملک حسین
- Homepage of Queen Rania Al-Abdullah
- Homepage of Queen Noor

### اخبار
- Jordan News Agency (Petra)
- Jordan Times News
- Yahoo! Full Coverage - Jordan headline links

### سایر
- Coins of the Hashemite Kingdom of Jordan
- Currency of the Hashemite Kingdom of Jordan
- Postage Stamps of the Hashemite Kingdom of Jordan
- h2g2 article on Jordan